# 美谷朱音
美谷 朱音（みたに あかね、1997年〈平成9年〉4月15日 - ）は、日本のAV女優。旧名は美谷朱里（みたにあかり）。

## 略歴
2017年7月に「現役女子大生」としてデビュー。のちにこの肩書は女優としての“設定”だったと告白している。以降、企画単体女優としてデビュー。約3年で400作を超える作品に出演する。
2019年2月、このエロVRがすごい!2018年下半期作品部門にて『KMP VR 2周年記念作品！究極のピースフルオフパコ開催スペシャル！！』が1位を獲得。
2019年3月12日にスカパー!アダルト放送大賞2019新人賞にノミネートされ、FLASH賞を受賞。FANZAアダルトアワード2019最優秀女優賞にもノミネートされ、2019年5月12日に特別賞を受賞。
2020年4月、企画単体を卒業し、『本中』および『ダスッ!』ダブル専属になることを発表。2020年8月、月刊FANZA発表2020年上半期AV女優ランキング9位獲得。同年12月に発表された「FLASH 2020年現役最強セクシー女優BEST100」読者投票・第25位。
2021年1月1日には業界初のUltra HD Blu-ray規格ソフトが発売され、主演を務める（アイデアポケット、PREMIUM、ダスッ!の3メーカーからそれぞれ異なる女優作品が同時発売）。
2022年1月1日、山岸逢花と「ぎしたに（山岸逢花・美谷朱里）」というコンビを結成し、共同YouTubeチャンネル・山岸と美谷。開設。同年５月より『週刊アサヒ芸能』で連載コラム「ぎしたにの絶頂Y談ハメ外しト～ク」（聞き手：東風克智）を開始し、毎週「〇〇論」というテーマで話している。2022年1月より開始の『さらば森田の裏ニッポン極秘会議』で地上波テレビ初レギュラーとなる。
2022年3月、集英社『週刊プレイボーイ』2022年エロデミー賞において、全肯定AVブームを広めた実績を評価され、特別業績賞を受賞。2022年5月に発表されたアサヒ芸能「2022現役AV女優SEXY総選挙」で第15位。
2022年12月19日週のFANZAレンタルフロアランキングにて、『派遣マッサージ師にきわどい秘部を触られすぎて、快楽に耐え切れず寝取られました。美谷朱里』が1位を記録。
デビュー以来長らくクルーズグループ所属であったが、2023年1月13日、事務所をオールプロへと移籍したことをTwitterで報告。
2023年5月に発表されたアサヒ芸能「2023現役AV女優SEXY総選挙」第37位。
2023年11月17日、事務所を山岸のいるリスタープロへ移籍。芸名を美谷朱音（みたにあかね）に改名。
2023年12月、アサヒ芸能編集部による「アサ芸AV大賞2023」で『マラしべ長者NTR』内でのセリフ「こんなメガマラに産んでくれたあなたのお母さんにお礼が言いたい」が、あそこに響くAV名言大賞受賞。なお東風克智の取材によると、このセリフは完全にアドリブで出たセリフだったという。FANZAレンタルフロアの1月度女優ランキングでは10位を記録した。
2024年1月19日から2月16日まで開催される『FANZA【AV大好きキャンペーン】I LOVE AV♡』のキャンペーンガールに就任。
2024年7月5日のXで約1年後の2025年7月19日を以てAV女優を引退することを公表した。引退宣言は台湾でも報道された。
同年7月29日週FANZA動画フロアランキングにて、同年4月発売の『【VR】【8K超高画質×本中専属コラボ共演】山岸あや花＆美谷朱音のガチエロ仲良しコンビ【ぎしたに】がアドリブ全開で逆3P！ 全編こってり特濃5チャプター8射精！濃厚スぺレズキス、天地W責めフェラ、挟み込みヘブン騎乗位、中出しクンニごっくん… 最強痴女2人の大ボリュ…』（プレミアム）が8位ランクイン。
同年9月2日週FANZA動画フロアランキングにて、前年4月発売の『ちんちんおっきしたらホテル行きだよ 彼女が在宅中、昔の好きだった先輩に誘われて密着囁き野外デートで勃起したら即ラブホゲームに負けて何度も何度も中出ししてしまった。 美谷朱里』（本中）が急上昇し4位ランクイン。
同年12月には東風克智が選評した「アサ芸セクシーアワード2024」にて、山岸あや花とともに共演賞に選出。
2025年2月8日、9日には台湾で開催された「TOP女神台北感謝祭」に招かれ参加。
2025年FANZA動画フロア2月度月間女優ランキング7位ランクイン。
2025年5月26日週FANZA通販フロアランキングでは出演した『美谷朱音と山岸あや花のW凄テクを我慢できれば生★中出しSEX!』（ワンズファクトリー）が初登場9位にランクインした。

## 人物
- 中学の頃にネットでアダルト動画を見始める[29]。最初にファンになったのは上原亜衣で、そこから恵比寿★マスカッツのメンバーを知り多くの作品を見るようになる。

- 2018年時点でダンス歴13年。3歳から16歳までパンキング、ロックダンスを習い[30]、通っていたダンススクールの東日本大会で団体優勝したことがある[31]。講師が様々なジャンルを経験したほうが上達するという考えだったため、並行してジャズダンス、ポップダンスの経験も持つ[30]。バック転、側転もでき腰が柔らかい[32]。体幹が強く、上半身を動かさずに腰を上下や前後に動かすことができる[2]。得意技はゼロ距離杭打ち騎乗位（男性の頭を両手で抱きしめ、臀部だけをピストンする）[33]。爆速騎乗位[34]。AVでも騎乗位を「小刻み、高速、ダンサブル」と表現されるなど動きを褒められることが多い[35]。ダンスは団体競技だったので、単体で評価してもらえるのが、AV転向で嬉しかったことの一つと答えている[31]。AVプロデューサーの智子は2023年のインタビューで「私が知る限り、現役では一番（騎乗位が）うまい」と評している[36]。
- 前述の智子は、ダンスに裏付けされた柔軟性や持久力とともに、美谷の魅力を「正常位やバックで突かれるときの（恥じらいが見える）目線」と指摘[37]。強気な痴女像とともに元来持つM属性が加わり、リアルな彼女感があると表現し、これが演技面では哀愁を帯びると言及した[37]。
- 企画単体女優として多数の作品に出演する様から「キカタンモンスター」の異名も持っていた[38]。2023年にはどんな役柄でも、作品でもこなせる点から「カメレオン女優」の呼び名を持つ[36]。
- ヘアメイク担当者にメイク道具をもらうなどして以来、メイクで肌の質などが変わることを実感[39]。2020年12月時点でタンス3段分ほどのコスメアイテムを所持しており、「楽してキレイに」「“欠点潰し”メイク」をテーマに心掛けている[39]。
- AV女優として稼いだ金銭で買った一番高価な買い物は「2021年頃に買った900万円の車」[33]。

## 出演作品

### アダルトDVD

#### 「美谷朱里」名義
- 絶対美少女 ねっとりキス好きな爽やか女子大生デビュー（7月19日、キャンディ）
- はじめてのナマ中出し（8月19日、キャンディ）
- 顔出し解禁!! マジックミラー便 王道2017 総勢30人!本番10人祭り!! 未成年の素人ビキニ限定超拡大スペシャル! 真夏のリゾートプールにMM便が潜入! にぎわうプールサイドでナンパした10代の水着素人女子たちが生まれて初めてのデカチンSEX!! 2枚組8時間!（9月1日、ディープス）※「みさと」名義　※AV OPEN 2017 ドキュメンタリー部門1位
- チ○ポサック結合部おっぴろげピストンを見せつけられ興奮し快楽を求め腰を使いだす膣奥イキ女（10月19日、ナチュラルハイ）
- 教え子と生中出し温泉旅行（10月27日、宇宙企画）※「あかり」名義
- レイストーム（10月27日、GIGA）
- 100%完全ガチ交渉!噂の素人激カワ 看板娘×PRESTIGE PREMIUM 07（10月27日、プレステージ）
- 極楽グラインドのイカセ騎乗位! 別の生き物のように波打つ究極の腰使い! ドMで美脚の清楚系お嬢様（11月13日、オーロラプロジェクト・アネックス）
- 快楽だけを追求するシロウト人妻 欲求不満を我慢できず自らAVへ応募 File.01（11月17日、MAD）
- ド横からイラマチオ 〜必死で頬を凹ます悩ましい横顔、生々しい喉奥までの出し入れに糸引き煌くえずき汁。90°見方を変えた新しい世界〜（11月17日、SEX Agent）
- 手マ●コに腰振り射精 〜手が創り出した穴は締まりも自在な究極名器で男は突っ込まずにはいられない〜（11月17日、SEX Agent）
- 【G1】美少女戦士セーラーナイツ（11月24日、GIGA）
- いいなり人妻 寝取らせ中出し温泉旅行（12月1日、テクノブレイク）※「あかり」名義
- 壁に押しつけられ逃げられない“固定L字セックス”で激しく突かれ連続イキする痙攣女（12月7日、ナチュラルハイ）
- 【※閲覧注意】 胸糞ゲス寝取られ 婚約中の最愛の彼女が嫌われ者のヤリチン先輩のチャラいチ●ポをハメられながら「彼氏じゃなくて貴方のチ●ポで妊娠したい…!」と夢中で腰を振っておねだりしている映像が無断でAV化されました（12月7日、ディープス）
- キスがもたらす勃起促進効果まとめ（12月8日、バルタン）
- ガチナンパ! IN仙台! 純情素人お嬢さん初めてのセルフイラマチオ! デカチン童貞くんのお悩みを解消してくれませんか? 全員SEX!（12月15日、ピーターズ）
- 美しすぎる華奢娘はいつでも孕ませキメパコさせてくれる僕だけのオナペット（12月19日、チキチキカマー）
- 教え子と子作り新婚生活（12月21日、アイエナジー）
- ながらフェラ 〜ソレやりながらでいいんで。しゃぶって頂けないでしょうか?〜（12月22日、SEX Agent）
- おれの最愛の妹が中年オヤジとの望まない結婚を強いられた（12月25日、MOODYZ）

- 舌でチロチロ焦らしてグッポグッポ咥え込む! チンシャブ大好き美女の腰抜けフェラテク魅・せ・て・あ・げ・る♥（1月7日、痴女ヘブン）
- ワンダーステラ（1月12日、GIGA）
- 連続射精するほど快感悶絶!! こねくり回しお掃除フェラ（1月13日、MOODYZ）
- 舌が敏感すぎる ねっとりキスの逸材AVデビュー 舐めてるだけでアソコをビチャビチャにする変態気質「ずっとペロペロしてたいの…口の中がとろけちゃう」舌を絡ませ痙攣イキする敏感ベロクリ覚醒ドキュメント（1月13日、ワンズファクトリー）※「谷坂かな」名義
- 御奉仕メイドRoom（1月25日、BeFree）
- 早漏イクイク敏感メイド（2月1日、MOODYZ）
- 制服美少女の敏感乳首をずっと愛撫しながら大量中出し!（2月1日、無垢）
- 優等生。（2月2日、クリスタル映像）※「あかり」名義
- 声も出せずクンニに悶える人妻介護（2月7日、マドンナ）
- 資産家オヤジならデキる! テニサーJD大人買い中出し（2月7日、エムズビデオグループ）
- 輝く太ももに侵入 スレンダーニーハイ美少女（2月13日、MOODYZ）
- 密着して舐め尽くす むしゃぶり唾液痴女（2月13日、Fitch）
- 唾液を絡ませ自ら腰を振る。 素顔丸出し一泊旅行。 ≪おじさんの魅力に目覚めました編≫（2月13日、ダスッ!）
- 出会って即生ハメ!即中イキッ!中出し直後のビクッビクンってイッてる時に激ピストン再開!「もうイッてるってばぁ!」抵抗を無視して追撃ピストン連続中出し!!（2月13日、本中）
- 美谷朱里レズ解禁! レズの快感に目覚めた美谷朱里。 濃厚接吻、唾液交換、アナル舐め濃厚レズプレイフルコース!（2月19日、ビビアン）
- 『神・展・開!!』 6 偶然見かけた「目が奪われる瞬間」に、その後があるとしたら…。（2月23日、MAGIC）
- 女子大生完全強姦（2月25日、アタッカーズ）
- お兄ちゃん!…と精子が大好きな妹♥（3月1日、MOODYZ）
- 純粋無垢な敏感美少女限定ソープランド 美谷朱里がたっぷりご奉仕するソープランド。 延長必至の中出しオプション付き!（3月1日、無垢）
- 美谷朱里 緊縛解禁!! 緊縛オイルマッサージに堕ちた人妻（3月7日、マドンナ）
- 友達の彼氏をこっそり誘惑 めっちゃ勝手に男潮調教（3月7日、痴女ヘブン）
- 絶対妊娠! ガン反り生チ○ポで孕ませ中出しSEX!（3月7日、本中）
- 神パンスト（3月8日、親父の個撮）
- 超・絶頂（3月9日、REAL）
- 僕にはめっちゃ厳しく当たってくる早漏生徒会長がイクっていうまでピストン止めない!（3月13日、MOODYZ）
- 父が出かけて2秒でセックスする母と息子（3月13日、ヴィーナス）
- 胸糞注意 元パシリの僕に出来たスタイル抜群なJD彼女とラブラブ健全交際をしていたら 県内最強の名物DQN武丸先輩に見つかって今度あのナオン連れて来いやと脅されて仕方無くDQNの溜まり場に大事な彼女を連れていってしまった時の話です（3月13日、JET映像）
- 美女のお顔をベロベロ舐めたい (3月20日、レイディックス)
- 女体観察　BGMや男性の声が一切入っていないヘアヌード映像集（3月20日、レイディックス）
- 恥辱の抵当妻 稚拙な夫の事業に付け込んだ輩達…融資の抵当として若妻は、その管理下に置かれた…。 ジワリジワリと身を蝕む性調教を受けて清楚だった妻は… 「私、あなたが迎えに来てくれるまで耐えられるかな…」（3月25日、オーロラプロジェクト・アネックス）
- 丸出しストリップ・ダンス・ショー（3月25日、1113工房）他出演：安達かすみ、水村亜希奈、萌木れいな、匿名女性
- 発情期になった女がノーパンマンチラで男を誘惑してくる世界（4月1日、MOODYZ）
- 家庭教師 密室の性感調教（4月1日、アタッカーズ）
- 禁断介護（4月5日、グローリークエスト）
- ガニマタ杭打ち騎乗位で強制筆おろし（4月7日、MOODYZ）
- 転校初日、性欲処理大臣に任命されちゃったボク。（4月7日、MOODYZ）
- 時間無制限! 発射無制限! M男専用 超高級中出し淫語ソープ（4月7日、痴女ヘブン）
- すんごい乳首責めで中出しを誘う連続膣搾り痴女お姉さん（4月7日、本中）
- 失踪した愛しき妻のレイプ映像がDVDで送りつけられてきた… 犯され、輪わされ、絶頂させられ、徹底的に淫乱調教されていた…カメラの前で何度も白濁液を子宮に注ぎ込まれ…そして戻ってきた彼女は既に…。（4月13日、オーロラプロジェクト・アネックス）
- 嫁姑レズビアン 〜義理の親子が奏でる偏愛協奏曲〜（4月13日、マドンナ）
- 突然押しかけてきた嫁の姉さんに抜かれっぱなしの1泊2日（4月19日、ヴィーナス）
- ラグジュTV×PRESTIGE PREMIUM 11（4月20日、プレステージ）※「仁科璃々」名義
- 責め好きお姉様との変態1泊旅行。 精を搾り取られまくったお籠り&粘液と愛液が交じり合う、濃厚変態セックス（4月25日、オーロラプロジェクト・アネックス）
- 至近距離に彼女がいるのに耳元でコソコソ口説いてくるささやき誘惑中出し（4月25日、本中）
- ナンパJAPAN検証企画！女子大生限定! 新勧帰りの女子大生3人組をラブホに連れ込みエッチなほろ酔い王様ゲーム! 酔いも回って火照ったシロウトお姉さんたちとハメまくり乱交SEXパーティーしちゃいました!（4月25日、ナンパJAPAN）
- 尻肉と肛門じっくり見せていただきます（4月25日、1113工房）
- 18周年記念SP サエない僕に同情した女子○生の妹に「擦りつけるだけだよ」という約束で素股してもらっていたら互いに気持ち良すぎてマ○コはグッショリ!でヌルッと生挿入!「え!?入ってる?」でもどうにも止まらなくて中出し! 4（4月26日、アイエナジー）
- 本番禁止の正規風俗店で美谷朱里が悶絶痴女プレイ!（4月26日、煩悩組/妄想族）
- ナンパTV×PRESTIGE PREMIUM 14（4月27日、プレステージ）
- 私、屋根裏に棲み着いた我が家の前オーナーに、犯され続けています（4月27日、人妻花園劇場）
- ヤレる人妻回春マッサージ 20 〜中出し交渉盗撮〜（5月1日、変体紳士倶楽部）
- 五●田にある美人揃いで有名なイメクラに盗撮メガネをかけて潜入。手コキだけのお店のはずなのにフェラやパイズリまでしてもらえた理由 5（5月1日、変体紳士倶楽部）
- 初めてのすっぴんお泊まり ベロ酔い中出し懇願 すっぴん+部屋着朝までハメハメドキュメント（5月7日、パコパコ団とゆかいな仲間たち）
- 「あなた見てる…?私SEXを我慢できなかったよ…。」 旦那以外の男にも必ずま●こを差し出す美人妻に中出し計7発（5月11日、S級素人）
- ミニスカートを履いたパンチラ女子○生に媚薬を飲ませると自らニーハイソックスを擦りつけながら淫らにパンツを滴らせ、カニバサミで中出しを求めた! 4（5月11日、V&R PRODUCE）
- 媚薬チ○ポで即ハメされ痙攣するまで彼氏の父親にイカされました（5月13日、MOODYZ）
- 着衣での仕事のはずが媚薬を盛られイヤラシ汁を垂れ流すほど視姦され追い打ち媚薬で発情しイキ堕ちる清純デッサンモデル（5月18日、DOC）
- 【神パコ殿堂入り】激カワ美少女達に媚薬を飲ませて生キメパコ! 赤ちゃん部屋を濃厚ザーメンでたぷたぷにしてみたwww（5月19日、チキチキカマー）
- 黒人ホームステイNTR 初めて目にした異国の巨根編（5月25日、ダスッ!）
- ねっちょり絡み合う濃厚な接吻と中出し（5月25日、本中）
- 乳首をず〜っとこねくりっ放し性交（6月1日、MOODYZ）
- ちんシャブ大好き女の最高のフェラテク（6月1日、ワンズファクトリー）
- 可愛い顔してデカ尻!!（6月1日、MARRION）
- そして姉妹は犯された（6月7日、アタッカーズ）
- チアガールレズビアン 〜憧れの先輩と繋がりたくて〜（6月7日、ビビアン）
- 弟の目の前で調教された私… M奴隷に堕ちてゆきます…（6月13日、オーロラプロジェクト・アネックス）
- 旦那が喫煙している5分の間義父に時短中出しされて毎日10発孕ませられています…。（6月13日、溜池ゴロー）
- 密かに憧れていた先輩の彼女に悩みを打ち明けられ… 清楚女子のトンデモない変態欲求の矛先が、まさか童貞のボクに!?（6月19日、ドグマ）
- 世界で一番気持ち良い常にキスとフェラしながら本能剥き出し性交 (6月19日、Rookie)
- 愛と快楽と生に溺れた最高の中出し社内不倫 (6月25日、本中)
- 淫魔病棟4 (7月7日、アタッカーズ)
- 羞恥!野外腰砕け!激ヤバ・ビッグバンローターをマ○コに入れて潮吹きアクメデート! 16 (7月26日、サディスティックヴィレッジ)
- おチ○ポがふやけるまでドしゃぶり淫乱舐めまくりソープ (8月1日、MOODYZ)
- デカ尻マニアックス (8月1日、ワンズファクトリー)
- 即ハメこねくりフェラしてくれる俺の推しアイドルとエッチできた件について! (8月3日、プレステージ/ワンモア)
- 性欲処理専門セックス外来医院15 看護学生の研修に密着! ～研修から初中出しまでの軌跡～ (8月9日、SODクリエイト)
- 新任女教師 美谷朱里 マシンバイブ調教×催淫三角木馬×危険日中出し15連発 そのすべてで潮!潮!潮!31 (8月9日、サディスティックヴィレッジ)
- 銀河級美少女とたくさんコスっていっぱいエッチしよ!美谷朱里 Vol.004 (8月10日、宇宙企画)
- 精子の味で病状が判る美谷先生のゴッドフェラ口診 (8月10日、Million)
- 世界一コンドームをパンパンに膨らます男の中出しドッカーンSEX (8月19日、Rookie)
- 濃交 美谷朱里のリアル中出しセックス (8月25日、マックス・エー)
- 人妻の妊娠危険日ばかりを狙う顔の見えないレ×プ魔 (9月13日、溜池ゴロー)
- 杭打ちピストン騎乗位で白く泡立った愛液まみれチ○ポをフェラしては再びマ○コに迎え入れるPtoMセックス (9月14日、アリスJAPAN)
- 街で噂の裏風俗パンチラBar (9月20日、MARRION)
- 絶対本番出来る生中出し風俗嬢 (9月25日、マックス・エー)
- 体外式ポルチオ性感開発イクイク子宮手コキ中出し痴女 (9月25日、本中)
- 美谷朱里8時間ぜ～んぶ中出し18本番39発射 (9月25日、本中) ※単体ベスト
- 最強属性 25 (9月28日、プレステージ)
- 僕を助けてくれる幼なじみがいじめっこに犯されているのを見て勃起した (10月1日、MOODYZ)
- いじわるご奉仕 癒やしの巨尻ソープ嬢 (10月1日、MARRION)
- 媚薬キメセクで脳みそプッツン!!自ら肉便器志願して野外ド変態露出。理性ふっ飛びドM快楽墜ち!! (10月7日、山と空)
- JOI淫語痴女学園女子高等部 (10月12日、BAZOOKA)
- 娘と同年代の新卒部下に1泊2日の出張先でマジ告白されて犯された (10月13日、MOODYZ)
- 鬼縛 ‘きばく’12 イキ狂うほど善がる敏感絶頂体質 (10月19日、MAD)
- 小悪魔挑発ダンス 音楽が止まるまで射精させる全力腰振り中出し (10月25日、本中)
- あなたの嫌うあの人と‥ 夫の上司たちに弄ばれた若妻 (10月25日、ながえSTYLE)
- 働く新卒社会人と性交。 VOL.008 (10月26日、BAZOOKA)
- 美谷朱里の凄テクを我慢できれば生★中出しSEX! (11月1日、ワンズファクトリー)
- お色気お天気お姉さんと悪ガキ子役たち (11月1日、グローリークエスト)
- 夫婦交換スワップ温泉旅行 4 マンネリ打破の秘策っ!!酔いに任せてあてつけセックス!!パンチラを見せつけられ我慢出来ない旦那たちっ!! (11月9日、LEO)
- 父親の愛人を性奴隷にして孕ませ中出し10連発 (11月9日、Million)
- 痴女ハーレム病棟～複数ナースに抜かれまくっちゃったアナタ～ (11月13日、アイデアポケット)
- 凄い射精へ誘うケツ穴見せつけド迫力デカ尻オイルエステ (11月25日、痴女ヘブン)
- あの日、大学の飲み会が中出し輪姦サークルに変わった。 (11月25日、本中)
- 巨チン美少女のザーメンには強制淫乱化させる成分が含まれています。 (11月25日、ダスッ!)
- 喉じゃくり精飲ピンサロ嬢 美谷朱里 好みのチ●ポは裏オプション（PtoM）でオクチとマ●コを行ったり来たり (12月1日、MOODYZ)
- 接吻乳首責めレズビアン ～先輩レースクイーンの卑猥なレズキスニップル調教～ (12月1日、Fitch)
- (裏)手コキクリニック ～完全版～ 性交クリニックファン感謝祭2018 ユーザーリクエストで選ばれたオールスター豪華ナース大集合 4時間SP! (12月6日、SODクリエイト)
- 新任教師美谷朱里 競泳水着孕ませレイプ輪姦ドリルバイブ (12月6日、サディスティックヴィレッジ)
- 超高級中出し専門ソープ (12月13日、MOODYZ)
- 女の子を自分の思い通りにできちゃう薬を開発した 校長先生の放課後自由研究 (12月13日、無垢)
- 本番なしのマットヘルスに行って出てきたのは隣家の高慢な美人妻。 (12月13日、溜池ゴロー)
- 中に出してと優しく迫り、囁く淫語でスケベにサービス クールでセクシー 淫語中出しソープ嬢 朱里 (12月13日、AVS Collector's)
- 「あっ!ナマで入っちゃった!」オイル素股でマ○コにチ○ポを擦りつけてたら気持ち良すぎてヌルッと生挿入!!中出しSEXまでヤッちゃったデリヘル嬢たち 4（12月20日、グローリークエスト）
- 責めて責められ手コキ足コキ淫語中出しSEX (12月25日、本中)
- ヌキまくりの美谷朱里!濃厚クライマックス・10セックスで怒涛の4時間 (12月25日、オーロラプロジェクト・アネックス) ※単体ベスト

- 騎乗位の天才 002 (1月1日、MOODYZ)
- 夫婦旅行で訪れた旅館の宴会場で下品な団体客に妻がおしゃくをさせられました… (1月7日、JET映像)
- 壁!机!椅子!から飛び出る生チ〇ポが人気の企業 『（株）しゃぶりながら』…たまに飲みながら!! (1月10日、SODクリエイト)
- 射精依存改善治療センター2 自宅出張編 (1月10日、SODクリエイト)
- 欲求不満な団地妻と孕ませオヤジの汗だく濃厚中出し不倫 (1月13日、溜池ゴロー)
- 静かに忍び寄り精神を破壊して犯ル強制孕ませ輪姦新任女教師レ×プ (1月25日、本中)
- 隣の酔っ払いお姉さんの誘惑中出しSEX (1月25日、マックス・エー)
- 女体化スキンSP～皮を被って異性に変身～2019春夏スキンコレクション (2月1日、ROCKET)  ※「AV OPEN 2018」マニア・フェチ部門 エントリー作品
- 100万×中出し 女が欲しいのは愛かお金か中出しか!!?AV女優37人の新感覚中出しサバイバル!! (2月1日、本中)  ※「AV OPEN 2018」企画部門 エントリー作品
- ミニスカいたずらっ娘のぐりぐり布越し挿入1.2cm誘惑 (2月1日、MOODYZ)
- 焦らしのスローピストンから猛烈騎乗位 デカ尻女秘書 (2月1日、Fitch)
- 美大生のプリケツ娘 お父さんにヌードモデルをお願いしたら興奮して中出しされました。 (2月1日、プラネットプラス)
- 7年ぶりに訪れた地元で元カノに再会、イチャイチャしながらヤリまくった週末 (2月1日、h.m.p)
- ちょいS入ってる優しい奥さんが僕らのチ〇ポを下品なフェラチオで何回もヌいてくれる (2月7日、コスモス映像)
- ウチの弟マジでデカイんだけど見にこない? (2月13日、MOODYZ)
- セフレを志願してきた教え子が密室ホテルで射精しても止めない暴走騎乗位中出しで犯してあげる (2月25日、本中)
- 嫌いな男達のチ○ポに至近距離で犯されて即堕ちした早漏すぎる彼女 (3月1日、MOODYZ)
- 親の隙を見て誘惑してくる姉とドキドキ中出し (3月1日、ワンズファクトリー)
- M男の間で話題沸騰!?さんざん勃起させて発射を焦らす金玉充電パブ (3月1日、Fitch)
- 元国際線CAレズ解禁!!W美尻ジーパンレズビアン ～引越し準備中に戯れる人妻～ (3月7日、マドンナ)
- 夫の目の前で犯されて― 牙を剥いた猛獣 (3月7日、アタッカーズ)
- 「制服・下着・全裸」でおもてなし またがりオマ○コ航空 10 豪華CA揃い 特別リクエスト企画＋総集編 280分スペシャル便! (3月7日、SODクリエイト)
- ゲームに勝つと本番できるバニーガールデリヘル (3月8日、BAZOOKA)
- 愛する夫の目の前で孕ませ追撃ピストンに子宮堕ちした巨乳妻 (3月13日、溜池ゴロー)
- パンスト妄想脚 (3月14日、ミル)
- 1対1でひたすら痴女る60分の終らない濃密中出し性交と60分の終らないお掃除フェラ (3月25日、本中)
- ハンドテクが評判の精液採取係あかりちゃん (3月25日、痴女ヘブン)
- 彼女の妹が誘惑してくる全力セルフイラマ (4月1日、MOODYZ)
- 催眠淫語カウンセラー 絶対拘束で自由を奪われ無理やり強制射精 (4月1日、Fitch)
- 悶絶クンニMANIAX (4月1日、ワンズファクトリー)
- はだかの家政婦 全裸家政婦紹介所 (4月1日、プラネットプラス)
- 隣人の情婦になってしまった妻13 くゆらされし紫煙 (4月7日、JET映像)
- はじめて彼女ができたので幼なじみとSEXや中出しの練習をする事にした (4月13日、MOODYZ)
- 乙女は義妹に恋してる。レズから始まる恋物語。 (4月25日、ダスッ!)
- スロー&爆速ピストン童貞扱いしてくるお姉さんの中出し寸止め騎乗位  (4月25日、本中)
- SOD女子社員 ウブだけど感度は人一倍! 10名の超敏感娘を抜き打ち高感度調査 (4月25日、SODクリエイト) ※「三上江里」名義／共演：瀬美希、山井すず、卯水咲流、若月まりあ、皆瀬杏樹、皆月ひかる、富田優衣、宮村ななこ、夏原唯
- 立喉じゃくり大学病院 精液吸引採取科 2 (5月1日、MOODYZ)
- オヤジのハメ撮りドキュメント ねっとり濃厚に貪り尽くす体液ドロドロ汗だく性交 (5月1日、Fitch)
- 女スパイ BLACK SPARROW (5月7日、アタッカーズ)
- 抱かれたくない男に死にたくなるほどイカされて… (5月7日、マドンナ)
- 免許合宿NTR ～女子大生の彼女とチャラ男の最低な浮気中出し映像～ (5月7日、プレミアム)
- スカッド連射マッサージ こねくり乳首責めクイーン美谷朱里の脳がとろけるほど気持ちいいザーメン搾取絶頂フルコース! (5月7日、桃太郎映像出版)
- レズテクNO.1決定戦台本なしのイカセ合いバトル! DOCUMENT LESBIAN 2019 ガチレズセックス大乱交（5月7日、ビビアン）共演：塚田詩織、原さくら、小西まりえ、あおいれな、 神納花、星奈あい
- 夫婦で挑戦!夫が美谷朱里の凄テクを20分我慢できたら賞金!2回イカされちゃったら妻が寝取られ中出しSEX!! (5月13日、はじめ企画)
- 艶肌スレンダー美乳な彼女がDQN先輩に寝取られ種付けプレスされていた。  (5月25日、ダスッ!)
- 背後から膣奥深く侵入する鬼畜チ○ポにイキ堕ちる危険日孕ませバック痴漢 (5月25日、本中)
- 深夜勤務NTR～バイト先のゲス店長に深夜から朝までハメられ続けた一部始終～ (6月1日、MOODYZ)
- 射精直後の敏感チ○ポを追撃シェイク!手コキ痴女の強制スプラッシュ ～憧れのお嬢様はド淫乱痴女～ (6月1日、Fitch)
- ナチュラルハイ20周年記念作品 生中痴漢OK娘 絶対NGの極上娘を連日痴漢で大量中出しまでOKさせろ (6月6日、ナチュラルハイ)
- 貴女は私だけのもの ～年上の後輩を愛した年下の先輩レズビアン～ (6月7日、マドンナ)
- W天才痴女に囁かれながらヌカれ続ける誘惑お姉さん逆3P中出し (6月13日、MOODYZ)
- 美谷朱里8時間BEST (6月13日、溜池ゴロー) ※単体ベスト
- 中出し訳アリ女子校生2 (6月14日、BAZOOKA)
- 今日はお前らの乳首イジり倒してやるからな!!こねくり痴女責めで悶絶!寸止め!常にギュ～ン性交 (7月1日、MOODYZ)
- バトル・オブ・レズビアンズ2 (7月11日、ROCKET) 共演：佐藤ののか、山井すず、倉木しおり
- 祝!デビュー2周年 美しすぎるレズ解禁!! 山岸逢花 (7月7日、プレミアム) 他出演：星奈あい、あおいれな、大槻ひびき
- バトル・オブ・レズビアンズ 2 (7月11日、ROCKET)
- 身動き取れない男を無理やり搾り取る強制中出し痴女お姉さん (7月25日、本中)
- 黒人を痴女る (7月25日、痴女ヘブン)
- 新妻がとにかくスケベで身が持たない。眠れぬ新婚生活。 (7月25日、ダスッ!)
- 娘の大親友からの純愛猛アプローチに負けて受け入れたのは、一晩の「フェラチオだけ」の関係だったはずが… (8月1日、MOODYZ)
- 完全監視セクハラドキュメント 中途採用社内研修の実態 (8月7日、アタッカーズ)
- 人妻強制受胎 〜逃れられない禁断のスペルマ 美谷朱里〜 (8月9日、NAGIRA)
- 男潮吹くまでお掃除フェラしてあげる (8月25日、痴女ヘブン)
- 痴女と21人の独身男が住む家 一日過ごして中出し管理人になってください。 (8月25日、本中)
- 激レア素人ちゃんを連れてきた。vol.06 乳首責めの天才セラピスト・あかりさん（22歳）＆ 173cmの高身長エリート女社長・ゆりかさん（30歳） (8月25日、激レア素人ちゃん/妄想族)
- 侵入者に犯され続けて5日間、3日目で簡単に子宮堕ちする姉を見てフル勃起した僕。 (9月1日、MOODYZ)
- あの日からずっと…。 緊縛調教中出しされる制服美少女 (9月13日、無垢)
- 唾液が糸引く濃厚接吻とSEX ツバだく汗だく3本番スペシャル (9月14日、アリスJAPAN)
- お尻大好きしょう太くんのHなイタズラ (9月19日、グローリークエスト)
- 汁男優としてAV撮影現場に参加したボク!人気女優4名に惚れられて、撮影中に痴女られまくりハーレム! (9月26日、SODクリエイト)
- ～ある日、オヤジがレジェンドAV女優と再婚した～ セックスの天才姉妹に全力中出し誘惑され続けた僕。 (10月1日、MOODYZ)
- 美谷朱里BEST vol.2 21本番MOODYZ出演作品9作品8時間 (10月1日、MOODYZ) ※単体ベスト
- 僕のねとられ話しを聞いてほしい 水回り修理業者の汗臭き寡黙なお仕事姿にお股じゅんわり濡れ濡れで寝盗られた妻 (10月7日、JET映像)
- 「宿泊ドックの数日間に看護師をする彼女の親友とセックスしまくった」Vol.2 (10月10日、DANDY)
- くすぐりプレイ 〜パウダーくすぐりマッサージ〜 (10月14日、アドア)
- 罰ゲームでオラオラ素人ヤンキーに告って騎乗位中出しできるまで帰れません!! (10月25日、本中)
- 絶対領域痴女ハーレム3  美脚に挟まれ身動きできず何度も中出しされちゃう!! (10月25日、痴女ヘブン)
- 20歳も年下の元教え子にせまられた中年おじさん、ガチ恋に落ちてめちゃくちゃハメまくったイチャラブ生活。 (10月25日、h.m.p DORAMA)
- 「セックスしようよ」トロリとした視線で、彼女は囁いた…。クラスのマドンナがエロ誘惑!!オドオドしてたらいつの間にか童貞喪失!?。 (11月1日、OFFICE K'S)
- 美しすぎるレズビアンカップルの日常～ねっちょり絡みあう濃厚な接吻と大人のレズセックス2 (11月1日、MARRION)
- 女専門サキュバスに「魅入られた」レズビアン女子大生 (11月7日、ビビアン)
- 美谷朱里のリアルガチM男イジメ 演出なし!台本無し!のオールアドリブ淫語痴女ドキュメント (11月7日、犬/妄想族)
- 絶品美少女グラマラス 美谷朱里8時間BEST (11月13日、Fitch) ※単体ベスト
- 鬼畜義父の姉妹調教 母の再婚相手の性玩具に成り果てた姉妹 (11月15日、DOC)
- 新・世界一早漏男×美谷朱里の金玉がスッカラカンになるまで発射し続ける連続ぶっかけ＆大量中出しSEX (11月19日、Rookie)
- 美谷朱里のM男射精遊戯 (11月22日、クリスタル映像)
- 夫は知らない ～私の淫らな欲望と秘密～ (11月25日、マドンナ)
- アクメバイクNTR (11月25日、ダスッ!)
- 愛する婚約者からの寝取られ中出しビデオレター (11月25日、本中)
- 日本ねとられ大賞受賞作品 嫁の尻に敷かれているタイプの僕が甘え上手な会社の後輩（童顔巨根）に男前な姉さん女房を寝盗られてしまった実話です… (12月7日、JET映像)
- SOD女子社員 ぜつりんバスツアー SODファン大感謝祭記念! 社内特別選抜! 総勢16名の女子社員がユーザー様と1泊2日でヤリまくり!  (12月12日、SODクリエイト)※「三上江里」名義／共演：赤堀真凛、あおいれな、有村のぞみ、東美咲、飯沼未来、稲川なつめ、きみと歩実、松本千尋、岬あずさ、美咲かんな、美園和花、佐田千穂、澤村香、園洋子、杉山美玲、橘メアリー、橘友美

宝田もなみ、若宮穂乃、八尋麻衣、矢作香澄
- 豪華共演! 市川まさみ&超人気女優たちがイカせてくれる 夢のハーレム逆3Pスペシャル（12月12日、SODクリエイト）
- レンタルレズ彼女 (12月19日、レズれ!)
- 彼氏と別れて地元へ帰省した同級生が恋人のいる僕と時を忘れて何度も中出ししたあの青春の記録―。  (12月25日、本中)
- 美少女中出し島 10周年大感謝祭スペシャル!!超ハイテンション中出し大乱交 (12月25日、本中)
- 催眠光線で支配された上流家族 史上最悪のクリスマスパーティー (12月26日、SODクリエイト)
- M男クンのアパートの鍵、貸します。 (12月27日、ワープエンタテインメント)

- 光沢レギンスお姉さんのピタパン尻に我慢できずデカチン即ハメ!高身長OL2名/激イキ40回 (1月1日、LUNATICS)
- 先っぽ3cmまでは挿入させてくれる姉とのギリギリ相姦未満生活 (1月14日、アリスJAPAN)
- Wテクニシャン女優 究極ビン勃ちセックス 美谷朱里×加藤ももか (1月17日、Million)
- 【華奢神殿堂入り】スレンダーなクソエロボディー最強説!vol.1 (1月19日、チキチキカマー/妄想族)
- こっそりカーテンの中で密着サイレント性交… 薄いカーテン1枚の中で密着ピストン中出ししまくった青春時代 (1月25日、本中)
- 美谷朱里の輝き。全作品収録。 (1月25日、ダスッ!) ※単体ベスト
- 部屋結界2～いらっしゃいませ～僕だけの淫乱レストランへ ウヒ!～ (2月6日、SODクリエイト)
- ラッキーな胸チラを発見し、気づかれないように見てたけど、やっぱりバレてた?! 13～ヨガインストラクター編～（2月13日、LEO）
- ほろ酔い女子社員「疲れた女は酒に弱い」退勤後に酒で酔っぱらい、淫らにスーツを脱ぎ捨てる意外とエロい女子社員のプライベートSEXを収録! (2月6日、SODクリエイト) ※「三上江里」名義
- 突然生えてきたふたなりデカち○ぽの性欲に溺れてメスザーメンを大量射精する’おちん娘’女子○生  (2月19日、ラポルノ/妄想族)
- 密室調教レズアナル (2月19日、レズれ!)
- 「30歳まで童貞のままだったら魔法が使える」のは本当だった!!! (2月20日、SODクリエイト)
- 続・巨チン美少女のザーメンには強制女体化させる成分が含まれています。 (2月25日、ダスッ!)
- 夏が終わるまで おうち編 (2月25日、kawaii*)
- 三角関係NTR 同じ部活の先輩二人に中出しをせがまれセフレ生活をさせられ続けた青春時代。 (2月25日、本中)
- 声出したら中出し!美少女孕ませきもだめし林間学校 (2月25日、本中)
- 美谷朱里が猛烈にぐっぽぐっぽフェラしてこっそり男潮を吹かせてソープで中出しさせてエステでデカ尻杭打ちして ナースになって手コキして黒人相手に痴女ってとどめはお掃除フェラで男潮を吹かせる8時間BEST (2月25日、痴女ヘブン) ※単体ベスト
- かりめんの妻4 ハンコ捺して下さいお願いします… (3月7日、JET映像)
- 終電を逃したインテリ黒パンスト女上司2人が僕の自宅に!チ〇ポに飢えたほろ酔い状態の女たちに朝まで死ぬほど射精させられた! (3月13日、V&R PRODUCE)
- 憑依バカッター ファミレス編 2連続発売SP 前編「23時のスリル編」（3月15日、SODクリエイト）
- 世界で一番気持ち良いフェラチオで感度3000倍おしゃぶりハーレム (3月19日、ROOKIE)
- ある日、ネットで見つけたのは知らない男たちから中出しされまくって早漏イクイク敏感体質を晒す幼馴染の動画だった。 (3月25日、本中)
- 111発ぶっかけ解禁 素人男性超特濃本物ザーメン (3月26日、SODクリエイト)
- 憑依バカッター ファミレス編 2連続発売SP 後編「25時の過激すぎワロタ編」（3月26日、SODクリエイト）[40]
- ほろ酔い女子社員 顔がいい若手社員限定！男上司がガードの固い女部下をプライベートでガチ口説きするほろ酔いハメ撮りSEX映像 酔うとドスケベ女子社員4名240分（3月26日、SODクリエイト） ※「三上江里」名義。出演パート先行配信／他出演：竹内舞衣、菜月ゆかり、奏音かのん
- 彼氏交換寝取り合いハーレム3P 痴女彼女とその友達痴女にW杭打ち騎乗位でイッてるのに何度も中出しされた逆追撃NTR日 (4月1日、MOODYZ) [41]
- 「ねぇ…久しぶりだね…」両想いだった幼なじみと布団の中で隠れて汗だく舐め合い密着中出しSEX (4月10日、V&R PRODUCE)
- 挑発パンチラ美少女ハーレム エロ盛り娘に囲まれチ○ポバカになるまでイカされる (4月11日、MOODYZ)
- 美谷朱里を追跡せよ!!SNSにのせた写メの場所を特定できたら生中出しご褒美対決!! (4月25日、痴女ヘブン)
- 催淫洗脳されたスレンダー美乳妻は嫌がりながらも淫乱ビッチになっていた (5月13日、ダスッ!)
- 専属 同時にイクまで1秒も目を離さない濃密接吻中出し3本番スペシャル (5月25日、本中)
- 全国統一小悪魔検定No.1騎乗位で誘惑してくる制服女子。（6月13日、ダスッ!）
- 神の美尻 禁欲30日頑張ったから今日はヤメずに杭打ち騎乗位で中出ししまくってやるからな! 尻肉ピックンピックン痙攣3本番（6月25日、本中）
- 寝取られタイムリープ 繰り返される現実の中で、何度もネトラレ、迎える朝。（7月13日、ダスッ!）
- 大嫌いな男のチ×ポに跨り連続中出し 媚薬キメセクNTR（7月25日、本中）
- 会えないセフレとリモート調教で相互オナニーを続けた30日間とその後、欲望をぶつけ合い中出しセックスした。（8月25日、本中）
- 一流AV女優が教える男を喜ばせるSEXメソッド～もう一回ヤリたい!と思われる女へ～（9月13日、ダスッ!）
- 欲しがりお姉さんがチ●ポがバカになるまでこねくり回しPtoM中出し性交（9月25日、本中）
- お願いされたら断れないおっとり天然な人妻お姉さんの無自覚な誘惑。（10月13日、ダスッ!）
- 欲望剥き出しの汗と愛液が滴り落ちる濃密情交。（11月25日、ダスッ!）（※ 2021年1月1日、Ultra HD Blu-ray版発売）
- 朱里って、私の好きな人と付き合って超ムカつくから私の男友達全員に指示して1日何度もレ×プしてもらったんだ。 遠隔追姦レ×プ（11月25日、本中）
- 番台のお姉さんが優しく筆下ろしスーパー銭湯。（12月13日、ダスッ!）
- 僕だけが知ってるあの娘の存在… AV女優の美谷朱里が僕の会社に入社してきたので存在知らないフリして告白したらまさかのOK! 自宅に遊びに行ったら豹変して…「キミ、ワタシのコト知ってるよね?」何発射精しても寝かせてくれずに朝8時まで中出しされ続けた。（12月25日、本中）

- 最愛の夫の周りに居て欲しくない泥棒猫は私の隣で旦那を寝取っていた。（1月13日、ダスッ!）
- ターゲットはサラリーマン! いきなり目の前に美谷朱里が現れてキミの家行っていい?と言われたらアナタはどうしますか?? 今日は朝まで一晩中、キミの自宅でずーっとお嫁さん気分で中出しセックスしてあげる（1月25日、本中）
- 続々巨チン美少女の男の潮吹きには強制双成化させる成分が含まれています。 失われた珍宝（2月13日、ダスッ!）
- 僕が喘いだらベロキスで封じてチ○ポがバカになっても杭打ちピストンも中出しもやめてくれない接吻騎乗位お姉さん（2月25日、本中）
- 憑依おじさんin美谷朱里 色白スレンダー娘を乗っ取り、代わりに彼氏と情交。（3月13日、ダスッ!）
- 得意技禁止!! AV女優を忘れて男と求め合い感じ合って快感を探り合う卑猥な濃密中出し性交（3月25日、本中）
- 幼い頃、一緒にお風呂に入っていた叔母さんと再び入浴… 嬉し恥ずかし甥っ子バスタイム。（4月13日、ダスッ!）
- 優しいお姉さんの頭ヨシヨシポンポン撫で撫で励まし抱擁密着中出しセックス（4月25日、本中）[42]
- 精子は最期の一滴まで絞り出す。終活痴療ナース（5月13日、ダスッ!）
- 美谷朱里4時間 240分間いろんな‘あかりん’を堪能できるスーパーベスト永久保存版（5月13日、無垢）※単体ベスト
- 在宅勤務中の突然のお宅訪問！ リモート中、美谷朱里の痴女テクに我慢できなかったら公開生中出しSEX!! 我慢できたら二人きりラブラブ中出しだよ（5月25日、本中）
- そのアプリ、乱用注意! 無限遅延絶頂のろのろアプリ（6月13日、ダスッ!）
- マジ!? 乳首だけでイケちゃうの!? ノーハンドこねくり暴発チクシャッ! 射精直後の落ち着く暇無しおねだり連射中出しチクビっ痴お姉さん（6月25日、本中）
- これが本気のアヘ顔!! 私、イクとこんな顔になっちゃうのSP3（7月9日、LEO）他出演：望月あやか、武藤あやか
- 隣人に俺の彼女が寝取られて。「覗き穴付きワケアリ物件」（7月13日、ダスッ!）
- 昔の都合の良いセフレに3年ぶりに再会したら最高に綺麗な女になっていたので… 昼間から朝焼けまで一日を使い果たしてめちゃくちゃ中出ししまくった。（7月26日、本中）
- もうすぐ妻が帰ってきます。（8月13日、ダスッ!）
- ほろ酔い中出しSEX 美谷朱里は酔っ払っても高速杭打ち騎乗位で痴女れるか!!?（8月25日、本中）
- 本中専属1周年 美谷朱里12時間BEST（8月25日、本中）
- エグすぎる舐めしゃぶりビッチの下品性交。（9月14日、ダスッ!）
- 隣に引っ越してきた隣人が人気AV女優美谷朱里!? AV撮影の前日にナマ中出しの練習台にされた僕（9月28日、本中）[43]
- まるっと！美谷朱里（10月1日、プラネットプラス）※ 2019年発売の『美大生のプリケツ娘』と『はだかの家政婦』の2作を完全収録。
- 激しい責め好き女上司 ゆっくり責め好き女上司 出張先でまさかの相部屋中出し 高速腰振り騎乗位とねっちょり杭打ち騎乗位で朝が来るまでノリノリでハメられ続けた僕。（10月26日、本中）
- トレーニーな妻が狂うほどイカされ続けた九浅一深ピストン（11月9日、ダスッ!）
- 中出しリベンジャーズ ～あの日、あの時、中出しさえしていれば大好きなあの人は死ななくてよかったのに～（11月23日、本中）
- 美谷朱里 8本番×4時間（12月7日、マックス・エー）※単体ベスト
- 彼女の親友でもある元同級生に身も心も寝取られ、雌イキまでさせられたボク。（12月14日、ダスッ!）
- 深夜にヒクヒクアナル舐めさせてナマ中出しを誘う尻ビッチ杭打ち痴女ナース（12月28日、本中）
- 美谷朱里 初ベスト 出演7作品COMPLETE 8時間 ～超美尻スレンダー女優の豪華21コーナーSPECIAL～（12月28日、マドンナ)

- もしもあの時、選択肢を間違えてなければ…妻は寝取られていなかった。（1月11日、ダスッ!）
- 全コーナー＆全本番ナマで覚醒完全ノーカット 混ざり合う愛液と精液と体液 生で交わる濃密中出しセックス（1月25日、本中）
- 女体化した俺は親友に求められるがまま、受け入れて、心も女になっていた。（2月8日、ダスッ!）[44]
- 恋人未満な女友達のキメセク相部屋NTR 仲良しすぎる同期女子がヤリチン絶倫男に媚薬を飲まされて何度も中出しされた話。（2月22日、本中）
- セクシースイーツキャンペーンSpecial DVD!（3月2日、エスワン）
- 潜入捜査官 媚薬快楽堕ちに抵抗する気高き女（3月8日、ダスッ!）
- 可愛くって愛おしいM男育成体験! 美谷朱里が僕を見つめながらキス、乳首舐め、騎乗位で男の感じ方を中出しレクチャー （3月22日、本中）
- イジめられ、勃起してしまう僕を嘲笑う鬼サドお姉さんの加虐。（4月12日、ダスッ!）
- 昔の都合の良いセフレに3年ぶりに再会したら最高に綺麗な人妻になっていたので…旦那が仕事から帰る20時までのあいだ中出ししまくった。（4月26日、本中）
- 派遣マッサージ師にきわどい秘部を触られすぎて、快楽に耐え切れず寝取られました。（5月10日、ダスッ!）
- えっ! いきなり逆ナンしてきたくせに…! 焦らされ、寸止めされまくって射精の瞬間にもチ○ポ放置されザーメンお漏らしする’ルーインドオーガズム’で永遠に賢者タイムは与えられず 何度も何度もザーメン搾取される爆ヌキ中出し性交（5月24日、本中）
- 私に飼われてみない? 実録。レズペットを飼う絶世の美女（6月14日、ダスッ!）共演：岬あずさ、皆月ひかる
- 結ばれない恋に溺れて…いつか別の男の彼女になってしまう幼馴染でセフレの朱里と僕は、終わりを予感しながらも何度も何度も中出しSEXをした。（6月28日、本中）
- あそこのメンズエステ予約がとれないんだってよ! 裏オプがメッチャ凄いらしいよ…（7月5日、桃太郎映像出版）他出演：神宮寺ナオ、君島みお、推川ゆうり、浜崎真緒
- 理性が吹き飛ぶほどの究極Body人妻との不倫性交。（7月12日、ダスッ!）[45]
- 「結婚するまでHは無しね…」と言っていた彼女とついに入籍、 僕らは婚姻届けを提出した足でそのままホテルに直行し何度も何度も中出しSEXをした（7月28日、本中）
- 【ファン限定】人気コスプレイヤー朱里の密着オフパコ録。（8月9日、ダスッ!）
- キミたちのアナルどっちがイクか試してみる?  僕らの女上司はWメスイキご主人様 沢山イッたらご褒美中出し（8月23日、本中）
- 全34本番81発射 エロス、極まる。 本中専属2周年 美谷朱里12時間BEST（8月23日、本中）
- 執拗にじゅぼじゅぼ! 粘着にぐちゅぐちょ! おち○ぽ全体をねっと～りシャブり尽くす美人教師（9月13日、ダスッ!）
- kiss・you 愛しい人と触れ合う、優しいキス中出し性交（9月28日、本中）
- 妻はもうすぐ私を忘れる。（10月11日、ダスッ!）
- ワタシの気が狂うまで腰振るのやめさせない!  Mサドお姉さん いやらしい淫語とフェラで誘ってねっちょり痴女った後に男にガンガン責めさせるマゾ痴女中出しレクチャー（10月25日、本中）
- 一度射精してもヌイてくれる本格派回春痴女エステ（11月8日、ダスッ!）
- ねぇねぇー僕ちゃん、CLUB初めてきたの? ココ暗いから何やっても平気だよ うちと朝まで生パコキメちゃわない～? 暗闇でいきなり逆ナン中出しトランスファック（11月22日、本中）
- 無防備に黒パンストを見せつける姉ちゃんのデカ尻を揉み倒して中出ししてしまった僕。（12月13日、ダスッ!）
- ある日、風俗店に突撃潜入してきた人気AV女優美谷朱里の鬼フェラ焦らしに日々耐え続けたらご褒美中出し（12月27日、本中）[46]

- 最高の叱られオナニー体験へ!【ASMR主観・JOI・ド迫力肉感映像】あかりお姉さんの見下ろし謝りちんしこ中出しサポート（1月24日、本中）[47][48]
- 遠距離恋愛中のカノジョと久しぶりに会って愛し合った三日間。（2月14日、ダスッ!）
- 女体フェチ図鑑6 完全全裸99人（2月14日、グローリークエスト）その他出演：波多野結衣、佐藤ののか、宮沢ゆかり、石川祐奈、早川瑞希、篠田ゆう、若月みいな、若宮穂乃、黒川さりな、今井夏帆、八乃つばさ、枢木あおい、深田結梨
- JET映像7周年記念 美谷朱里5タイトルノーカットフル尺ベスト3枚組630分（2月14日、JET映像）（『夫婦旅行で訪れた旅館の宴会場で下品な団体客に妻がおしゃくをさせられました…』『隣人の情婦になってしまった妻13 くゆらされし紫煙』 『僕のねとられ話しを聞いてほしい 水回り修理業者の汗臭き寡黙なお仕事姿にお股じゅんわり濡れ濡れで寝盗られた妻』『かりめんの妻 4 ハンコ捺して下さいお願いします…』『日本ねとられ大賞受賞作品 嫁の尻に敷かれているタイプの僕が甘え上手な会社の後輩（童顔巨根）に男前な姉さん女房を寝盗られてしまった実話です…』の5作品）
- 100万×中出し 女が欲しいのは愛かお金か中出しか!!? AV女優37人の新感覚中出しサバイバル!!（2月17日、本中）共演：蓮実クレア、玉木くるみ、宮村ななこ、美浦あや、中尾芽衣子、希咲あや、愛咲りんか、紺野ひかる、西山楓、藍色りりか、向井藍、橘メアリー、明里ともか、生田みく、ふわり結愛、水嶋アリス、児玉るみ、新村あかり、星あんず、涼南佳奈、倉科もえ、悠月アイシャ、海空花、加藤あやの、乙坂広菜、今井ゆあ、山咲まなつ、浜崎真緒、前田あこ、岡部玲子、河南実里、初美りん、花咲いあん、伊東紅蘭、南なつき
- 実家へ引っ越し前に都会の男と誰もいない部屋で、何度も何度も中出ししまくった。（2月28日、本中）※ BD同時発売
- もうすぐ彼が帰ってきます。（3月14日、ダスッ!）
- マラしべ長者NTR 僕の彼女は隣に引っ越してきたデカマラ男を誘惑中出し それ以上のメガマラが引っ越してきてまた発情中出し 結局チ●ポがデカいと浮気して隣人全員逆NTRナマ中出し!! （3月28日、本中）※ BD同時発売
- 淫紋洗脳 高飛車すぎる美人秘書は肉奴隷ビッチに改造されました。（4月11日、ダスッ!）
- ちんちんおっきしたらホテル行きだよ 彼女が在宅中、昔の好きだった先輩に誘われて密着囁き野外デートで勃起したら即ラブホゲームに負けて何度も何度も中出ししてしまった。（4月25日、本中）※ BD同時発売
- 男装イケメンの美谷朱里にお持ち帰りされた女装中の僕。（5月9日、ダスッ!）
- リアル・サスペンス・レ✕プ 人気AV女優・美谷朱里が何者かに誘拐されました!! 孕ませ脱出24時 人気AV女優誘拐事件（5月25日、本中）※ BD同時発売
- DAS1 GIRLS MEMORIES 美谷朱里 ダスッ! 専属1st BEST（7月11日、ダスッ!）
- M男クンと過ごす美谷朱里の1週間お尻ルーティーン ～腰をフリフリして可愛く挑発し、迫力満載の顔面騎乗と美尻が揺れる中出しセックスを楽しむ毎日～（7月25日、本中）
- デカ尻妻の全力挑発で襲われた僕は、荒れ狂う雌の性欲を浴びせられ、何度も中出しさせられてしまった。（8月8日、ダスッ!）
- 毎日いやらしい黒パンストを履いている女子社員の美脚に流れ滴る中出し（8月22日、本中）
- 令和一のカメレオン女優 美谷朱里 進化し続ける美貌とエロ 本中専属3rdベストin2023（8月22日、本中）
- 朝起きたら部屋に下着姿の同期女子社員! いつも生意気で悪態ばかりついてくるのに、甘えてきたので…（9月12日、ダスッ!）
- 競泳水着マニアの富豪に監禁され1週間ねっちょり中出しご奉仕させられた 美人インストラクター（9月26日、本中）
- 絶倫ラウンジ嬢 モテないボクを「囁きベロチュー乳首」で誘惑。「勃起」したら高級ホテルに連れ込まれ、「ほろ酔いグラインド騎乗位」で金玉スッカラカンになるまで絶倫ラウンジ嬢中出しSEX（10月10日、ダスッ!）
- キミは私に堕とされたい 既婚者男性と知るとゼッタイに不倫中出しで沼らせてくる美人社員（10月24日、本中）
- ねぇ、今日これからキミの家に中出しSEXしに行ってイイ? M男クンのお宅へ美谷朱里を突撃デリバリー生中出しSEX! 金玉すっからかんになるまで射精して♡（11月28日、本中）
- 身動き取れず、強制失禁アクメでイキ果てる人妻（12月12日、ダスッ!）
- ほら…みんなに情けない声聞かせてごらん?  綺麗なお姉さんに狭い密室に連れて行かれて、わざと外に声が漏れるのを楽しみ挑発中出しさせられる誘惑淫語痴女デート（12月26日、本中）

- デカ尻女上司のパンツスーツ痴女淫語（1月9日、ダスッ!）
- 射精したいの?? ダーメもっともっと精子溜めないとSEXさせてあげないッ! 浮気がバレて射精管理された僕。 罰として一か月間焦らされまくった後の仲直りSEXが気持ち良すぎて何度も何度も中出ししまくった。（1月30日、本中）
- お淑やかで憧れの生徒会長は裏では汗だくになりながら顔射ぶっかけられ狂いの下品女だった。（2月13日、ダスッ!）
- 時をかける中出し風俗島 タイムマシンに乗ってオマ●コ探して大冒険! 美少女10人大乱交スペシャル!!（2月20日、本中）
- 2段階NTR 1段階目：弱みを握った部下に奥さんとのハメ撮りを献上させる 2段階目：その後、断れない部下の嫁に嫌がられながら何度も何度も生ハメ中出し漬け10発（2月27日、本中）
- 跡継ぎを産む為に変態義父の子種で孕まさせられる若妻（3月12日、ダスッ!）
- 知人デリヘル。本番ナシのデリヘル呼んだら、高圧的な女上司がやってきた。（4月9日、ダスッ!）
- 焦らされてin南国 イイ女と旅行へ行ったのに滞在先でチ〇ポと乳首しか触れてくれずSEXはしてくれない。都内に戻りあきらめモードでホテルに誘ったら骨抜きになるまで12発中出しセックスされた。（4月23日、本中）
- べっちょべちょに密着しながら下品に絡まるディープキスSEX（5月14日、ダスッ!）
- DAS1 GIRLS MEMORIES 美谷朱里 ダスッ! 専属2nd BEST（7月30日、ダスッ!）
- 本中’24 夏の大共演 完全版! 大感謝8時間 特別プライス!!（12月24日予定、本中）※『時をかける中出し風俗島 タイムマシンに乗ってオマ●コ探して大冒険! 美少女10人大乱交スペシャル!!』と『AV女優8人の意地とプライドを懸けたひたすら生でハメまくり射精させまくり中出しバトルロワイヤル』（出演せず）の2作を収録。オリジナルでカットされていたシーンも収録。

#### 「美谷朱音」名義
- 30日間禁欲させられた女が性欲旺盛な男たちに連続中出しされ20人がすし詰めのゴミ屋敷で性処理乱交27発射（5月21日、本中）[49]
- 美谷朱音の凄テクお宅レズ訪問。あかりん、レズ猫ま○こにフィストしてもらいましたSP（6月11日、ダスッ!）共演：市川りく、日向ひかげ、望月あやか[50]
- 美谷朱音と山岸あや花の完全プライベートセックス全部撮った! ガチ仲良しAV女優が逆ナンして野外でキスしてホテルに連れ込んで…朝までお泊り中出しハーレム（6月18日、本中）※ Blu-ray同時発売
- ロードバイクで鍛え抜かれたデカ尻膣オナホでハイケイデンス騎乗位痴女イカせSP（7月9日、ダスッ!）
- せんべろ! マンべろ! チ〇コもべろべろ! 超ハイテンション責めっぱなしでゴクゴク飲み干す金玉カラカラ金曜日 ザーメンごっくん甘サド中出しハシゴ酒 酔うと精子も飲みたくなるんだよね!!（7月16日、本中）
- 影を黒く染めるほどの秘めた欲望に侵蝕されていく私。（8月13日、ダスッ!）
- 過去に好きな人から振られた引きこもり喪女ニートが数年ぶりに男の勃起チ○ポを見たらリア充時代の抑えられた性欲が爆発!! 汗だく唾液ドバドバベロキスで誘惑し何度も何度も中出しセックスを愉しんだ。（8月20日、本中）
- 告白を迫ってくる幼なじみはボクだけのヒロイン ～美谷さんは告らせたい～（9月10日、ダスッ!）[51]
- セックスの相性抜群な女看守と絶倫囚人が深夜の見回りショートタイム密会 独房で射精を許可してしまう熱く燃え上がる時短中出し（9月17日、本中）
- 【完全主観】モルモット実験するが如く、患者を痴女る究極JOI射精支配クリニック。（10月8日、ダスッ!）
- 秘密捜査官VS媚薬ストップマン 止まった時の中で媚薬性感開発、時間停止解除で訪れる感度300倍の蓄積快楽・22発中出しに堕ちるアカネ（10月15日、本中）
- 専属 美谷朱音480分6作品BEST（10月29日、本中）
- 親父上司に無理矢理犯され、嫌がっていたはずなのに、彼よりも立派な禍々しいペニスに狂わされながら堕ちていく胸糞NTR。（11月12日、ダスッ!）
- 王様ゲームで急接近した隠れ淫乱な地味巨乳と、一泊二日のラブラブ中出しセックス。（12月10日、ダスッ!）
- お姉さんとしちゃう??  浮気してオナ禁反省中に泊りに来た彼女の姉・あかねにPtoMで何度も暴発ごっくん＆中出し 台無し射精管理され続けた5日間（12月17日、本中）※ ブルーレイ同時発売

- 元カレにハメられまくって田舎から帰ってこないデカ尻巨乳の彼女（1月14日、ダスッ!）
- 本当にあった! キメセクnight 港区男子に媚薬を吸わされ死ぬほどイカされ中出しされた淫乱覚醒トリップ性交（1月21日、本中）
- 媚薬を盛られ発汗発情! 自然と下品ガニ股ジョバジョバお漏らし! ガクガク痙攣敏感ホットヨガ教室（2月11日、ダスッ!）
- 裏垢男子とAV男優どっちがエロい? 素顔の美谷朱音を2人きりの空間でイカせまくる本気の生々ハメ撮り中出し（2月25日、本中）
- 甘やかした後にギアチェン! 緩急淫語でM男を弄ぶデカ尻痴女のチ○ポ殺し（3月4日、Fitch）
- 旦那とのセックスレスに耐え切れず中出し不倫 バイトの休憩時間ギリギリまで子宮とチ〇ポを全力でぶつけ合うショートタイム濃密NTR（3月4日、ワンズファクトリー）
- 台本・演出・演技一切ナシ 本能の赴くまま、快楽に身をゆだねる1VS1（3月11日、ダスッ!）
- 美谷朱音がW囁き脳イキさせる極上のASMRレズ主観 4K撮影映像 豪華4シチュエーション×4共演（3月11日、ビビアン）共演：水川潤、有村のぞみ、美咲かんな、椎名心春
- 信頼する幼馴染と飲み会に行った彼女は終電を逃して仕方なくラブホテルに… そのまま流されSEXしたら絶倫チ●ポの相性バツグンすぎて一晩中何度も浮気中出しした。幼馴染3人終電逃しNTR（3月25日、本中）
- 隣人ガチャUR確定演出。隣に引っ越してきたのはノーブラ乳首ポッチの美乳お姉さん。（3月25日、ROYAL）
- 超絶ブラック企業でボロボロになった僕を究極のご褒美性交で身も心も骨抜きにしてくれる女上司。（4月1日、アタッカーズ）
- 悪魔的スローな射精コントロール じっくり肉棒ペットを弄ぶ肉感痴女（4月1日、Fitch）
- あざとスケベな家庭教師の万乳引力にまんまと釣られたボク。（4月8日、ダスッ!）
- 横浜デートして、野外キスして、イチャついて流れでラブホに入って一発射精してももう1回ヤリたい… ノーカットハメ撮り中出し2本番と顔射。美谷朱音と休日のプライベートSEX120分（4月22日、本中）
- スレンダー美乳お姉さんが甘く優しくとろけるようにちんちんを可愛がってくれる淫語ランジェリーJOI（4月29日、ダスッ!）
- 男女1/2（5月27日、本中）共演：有加里ののか
- 銀座のBarにいる美女が黒パンスト美脚で誘惑逆ナンパ 蒸れ足コキとガニ股杭打ちで何度も射精させまくる天才的マラ遊び（6月3日、ワンズファクトリー）
- 未亡人、哀しみの妊娠報告。（6月3日、アタッカーズ）
- 新 究極主観JOI 7日間淫語コントロールされる寸止め特化ver.（6月4日、Fitch）
- マジックミラーNTRエステ 隣で美乳スレンダーな彼女が寝取られているのに、僕は巨乳お姉さんの凄テクに抗えず、生中セックスしてしまった。（6月10日、Hsoda）共演：倉木しおり
- 美谷朱里 神スーパースター伝説 Complete Memorial BEST 4時間（6月10日、ケイ・エム・プロデュース）
- 托卵妻 憧れた結婚生活も 想い描いた性活も 全てが虚像でした。（6月24日、マドンナ）
- 僕だけが知ってる夜の裏顔。会社では完璧すぎる女上司の愚痴を聞いたら家に入り浸られ立場逆転! 赤ちゃんポーズでチ○ポ懇願され甘やかし中出し生活が始まった。（6月24日、本中）
- 美谷朱音と山岸あや花のW凄テクを我慢できれば生★中出しSEX! 特別編（7月1日、ワンズファクトリー）※ ブルーレイ同時発売
- ささやき誘惑でチンシコ欲求MAXなのに、絶対に射精させてくれない究極寸止めJOI（7月8日、ダスッ!）
- 死ぬほどシコれる卑猥なドスケベ肉感ポーズ 貴方に向かって淫語を連発する巨尻美女編（7月15日、Fitch）
- 昔俺の事が好きだった地味な幼馴染が、色気漂う巨乳人妻に進化していたので、性欲が尽き果てるまで生ハメしまくった…。（7月22日、マドンナ）
- クラブで出会ったお姉さんに誘惑挑発され密室に連れ込まれてブリンブリン尻でバンバン腰振りダンスにドピュッ！と中出しが止まらない!!（7月22日、本中）[34]
- DAS1 GIRLS MEMORIES 美谷朱音 ダスッ! 専属3rd BEST（7月22日、ダスッ!）※ 単体ベスト
- 32射精6作品8時間 本中専属美谷朱音4th BEST（7月29日、本中）※ 単体ベスト
- 学生時代、圧倒的に見下していた男のチ〇ポがデカ過ぎて腰を動かさなくてもイキまくるぐらい相性抜群だった。（8月1日、アタッカーズ）
- 不倫により接触禁止されて二年後、我慢できず何度も何度も交わり合う不倫性交。（8月12日、ダスッ!）
- 大嫌いが大好きに変わる純愛中出し ねぇ、甘えてもいい? 大嫌いだった女上司と退職後にコンビニで再会そのまま一緒にお酒を飲んで仲良くなり田舎に帰るまでの1週間甘々エッチでヤリまくった。（8月19日、ムーディーズ）
- 「絶対に、3cmだけですからね…」 性欲を持て余す絶倫義父に少しの間、挿入を許したらまさかの相性抜群…何度も絶頂を繰り返した私。（8月26日予定、マドンナ）
- AV男優を探せ!! 24時間以内に街中に放った男優を探し出して中出しセックスを阻止せよ!（8月26日予定、本中）
- おちんちん、プリーズ。国内線最強のクレーム対応ファーストクラス痴女CA（9月9日予定、Hunter）
- 【超上から目線】淫語パーソナルトレーナーの罵倒オナニーサポート 脳ミソバグるくらい犯され続けてM男のボクはチ〇ポ超マッスル!!（9月16日予定、溜池ゴロー）
- ばちくそエロい尻、天才的な腰つき、SEXの権化 極限フェティッシュに接写した 世界一のうねり腰を視姦する 伝説のファック映像（9月17日予定、E-BODY）

### VR

#### 「美谷朱里」名義
- ハズレ無しデリヘル（11月3日、CASANOVA）
- 20回以上イカセまくる!激性交生中出し（11月4日、ブイワンVR）
- これからこの娘をハメ撮ります。 黒髪美女 あかり（11月13日、CRYSTAL VR）※「あかり」名義
- 妹と禁断エロ展開（11月24日、CASANOVA）
- ラブイチャVR彼女 励ましながらラブラブ生中出しSEX（12月16日、ブイワンVR）

- 内緒で付き合ってる女子社員と会議室でイチャイチャしてたら、いきなり他の社員が入ってきて…とっさに隠れたテーブルの下でこっそり生パコ中出しSEX（2月23日、アリスJAPAN VR）
- SEXが上手すぎる天然美少女との一夜! 潤んだ瞳でとにかく真剣に好意を伝えてくる! 指舐め､耳舐め､ディープキスの後は幸せ全開の密着中出しでめちゃくちゃSEXした（3月20日、KMPVR）
- 家族で男は僕ひとり! 「4人姉妹と連続セックス朝生活」（4月6日、SODVR）
- クラスメイトのパンモロミニスカ痴女に罵倒されながら性処理用肉棒として扱われガニ股騎乗位中出しSEX（4月13日、SODVR）
- 何度も交わす接吻と超接近オッパイ&アナルと自分で腰をクネらせるセルフ指マンと軟体動物みたいなエロい腰振りの対面座位と覆いかぶさり騎乗位とキレイな髪が当たってくる背面エビ反り騎乗位と抱きしめ正常位（4月18日、アリスJAPAN VR）
- 前から目をつけてた親友の妹とはじらうキッス&とろけるSEX（4月25日、KMPVR）
- マジカノ女♡ LOVE LOVE 中出しSEX（4月27日、こあらVR）
- 鬼畜寮長 御法川五郎の女子寮盗撮監視性活 美谷朱里（5月25日、WAAPグループ VR）
- 全裸羞恥痴漢 VR（6月8日、ナチュラルハイ）
- ナンパ連れ込みVRルーム！超接近！激カワほろ酔い女子大生の超気持ち良すぎる全身リップと中出しセックス体験!!（6月19日、NPJ）
- 逆レイプウーマン（6月25日、WAAPグループ VR）
- 長尺105分【女子大生ばかりを狙う悪質エステ施術師体験VR】 男女ペアW施術コースでセックス見せつけムラムラ覚醒…生ハメ生中出し! 超絶イカセテクに友人の前で喘ぎ声我慢…できずイキまくりスワッピング中出し!（7月7日、kawaii* VR）
- 逆チクビ痴漢 美谷朱里（8月3日、WAAPグループ VR）
- あの夏、いちばん淫らな膣。～幼馴染と再会SEX～ 美谷朱里（8月9日、KMPVR）
- ごっくん、命。 美谷朱里（8月22日、WAAPグループ VR）
- 超至近距離で挑発ダンス&パンチラ見せつけオナサポ応援娘SpecialDancing JOI&生中出しセックス 美谷朱里（8月31日、Marrion_Group_VR）
- KMP VR 2周年記念作品! 究極のピースフルオフパコ開催スペシャル!!（9月5日、KMPVR-彩-）
- 舐めプレイ×バイノーラル×バニーガールカフェへようこそ 美谷朱里・花咲いあん（11月14日、KMPVR）
- マ〇コの中の音 超絶美人有名女優6名（11月16日、SODクリエイト）他出演：向井藍、神宮寺ナオ、星奈あい、大槻ひびき、佐々木あき
- 高画質 美谷朱里 酔ってエロくなった友達の彼女に誘惑されて、断れずに中出しまでしてしまったボク（11月26日、マックスエー）

- ノットリショッピング 100％美少女再現オーダーメイド「皮」使用 オリジナルレザースーツ（1月10日、SODクリエイト）
- この指でベロチュウしながらシゴいてあげる（1月11日、WAAPグループ VR）
- HQ永久保存版 AV男優しみけんの<観れば必ず>うまくなる!!Howto SEX VR!（1月25日、MOODYZ）
- アイドル強制操作 クリムゾンVR（2月1日、MOODYZ）
- 公園で全裸VR カフェでの露出デートで濡れた彼女!人に見られそうな興奮と全裸羞恥でヘンタイに目覚め野外イチャラブ中出しSEX!!（2月8日、ナチュラルハイ）
- シンプルにヌケるが一番! 美痴女のオナサポで即シコVR。挑発痴女編（5月23日、ミルVR）
- 生挿入OKの神テクで何度も発射へ導く美女オイルエステ店に潜入（6月5日、KMPVR -bibi-）
- ごっくん、命。（6月9日、WAAPグループ VR）
- カラダの自由を奪われたボクはインテリ生徒にね〜っとりささやきプレイで射精管理されてしまった（7月2日、KMPVR）
- MOODYZハイクオリティハーレムVR ミニスカ絶対領域痴女られまくりSPECIAL 抜群のスタイルと痴女スキル。（7月17日、MOODYZ）
- クィーン オブ ザ 騎乗位 (Queen of The Kijoui)（8月19日、KMPVR）
- ドリシャッ!!（10月5日、WAAP）
- セクシーランジェリー痴女に羞恥ポーズで固定され杭打ち【ちんぐり騎乗位】（10月31日、SODクリエイト）他出演：春原未来、蓮実クレア
- 無限大量全身ぶっかけ地獄!【こんなVRが見たい! 祭 2019年】（11月7日、SODクリエイト）他出演：千野みゆき、蓮実クレア、AIKA
- 泥酔して帰宅した隣人の美女が僕を彼氏と間違えて玄関開けたら即イチャ×2!!（11月13日、KMPVR）
- 超キメセクVR【劇薬パワーアップ野獣セックス】媚薬・覚醒・絶頂・SEX中毒になった彼女にキメパコ好き放題ハメ倒されるVR（11月23日、SODVR）
- 大正浪漫リフレ（12月25日、KMPVR）

- 最近ダンスレッスンに通いはじめた彼女の腰つきがヤバい!レッスンの成果をみせてあげると跨られたら天才すぎる騎乗位で死ぬほど膣中で精子絞り取られまくりVR（1月8日、本中）
- Wカウガール ロデオ的暴れん坊ピストン騎乗位 （1月10日、KMPVR）
- 彼女が構ってくれないからまんぐり責めした（1月16日、SODVR）
- 顔騎地獄（1月24日、KMPVR）
- トルネードフェラVR（2月26日、KMPVR）
- 僕だけが裸、全力で辱められるVR（3月17日、KMPVR）
- 接吻しまくり淫口よだれ女子大生（3月23日、ワープエンタテインメント/WAAPグループ VR）
- 絶叫媚薬!! エンドレスファック 監禁漬けでSEX中毒者と化した美人女子大生に執拗な強制生姦（3月26日、KMPVR-bibi-）
- メスイキVR（4月6日、KMPVR）
- 人気NTRシリーズがVRに登場!! 町内キャンプNTR 憧れの美人妻とまさかのラッキー展開に!? テントの中で1日中ハメまくった衝撃的浮気映像!!（4月17日、MadonnaVR）
- 彼女がボンデージに着替えたら… 美しい彼女が発情! 大興奮痴女SEX!（4月23日、CRYSTAL VR）
- JOI 天井特化アングルVR（5月10日、KMPVR）
- 美谷朱里 KMP VR SPECIALコンプリートBEST（5月12日、KMPVR）※単体ベスト
- 舐めテク VR（5月23日、KMPVR）
- 蒸れた染み付きパンティを接写で見続けるVR（6月20日、KMPVR）
- 放課後、角オナVR（6月22日、KMPVR）
- ナマ脚観察VR（8月4日、KMPVR）
- 天井特化キメセク（12月3日、本中VR）

- 5分に一度、我慢できずに射精。超早漏&即復活VR（1月1日、ダスッ! VR）
- 欲望を掻き立てるオススメ作品を大放出!! 厳選4タイトルを完全フル収録!! 4作ノーカット美谷朱里MEMORIAL BEST311分（4月4日、KMPVR）※単体ベスト
- 目の前でお尻丸見え腰振り騎乗位SEX（4月19日、ダスッ! VR）
- 僕のカノジョはAV女優あかりん。 美谷朱里と甘～すぎる同棲性活 性欲がちょっぴり強めな彼女に中出しせがまれる幸せな時間（5月28日、本中）
- たった1000円でありえないサービスが!!  ヌいてくれると噂の1000円カットのお姉さんに中出しを誘惑された話。（6月18日、本中）
- 女体観察（7月7日、ダスッ!）
- 最後と決めたけど、ナマで出していいから私、この関係を続けたい… W不倫中出し温泉旅行（7月27日、本中）
- キス特化 普段は厳しい会社の女上司がお酒の力をかりて（酔ったフリ!?）僕をデレデレ乙女誘惑してきた件。 ～終電逃した深夜のカラオケBOXでナマ中出し～（12月7日、本中）

- 美谷朱里の心を丸裸にするホントに恥ずかしかったVR（1月24日、ダスッ! VR）
- テレパシー×地面特化×相部屋レ×プ 俺のコトを大嫌いな部下の女から聞こえてくる心の声を読み取りながら、ホテルの相部屋で一晩中ヤリ続ける絶倫中出し（2月2日、本中）
- 遠距離恋愛～別れの言葉をキスで塞ぐ時間いっぱいギリギリまで中出しセックスしまくる出発の日の朝～ 濃厚接吻ベロキス超多め! 射精の瞬間もKISS!（3月24日、本中）
- 僕は、今日の放課後、先生に童貞を奪われるかもしれない 好きな女子に告白を失敗した僕を励ましてくれた女教師に「そのまま挿れていいよ」と言われた筆下ろしナマ体験（4月15日、本中）
- AVオブザデッド（9月13日、ダスッ! VR）
- 美谷朱里VRベスト6作品全部ナマ中出し19発射（9月16日、本中）

- 退院までの5日間いたずら痴女ナースの凄テクにイキ我慢できたらナマ中出し（7月7日、本中）
- 【初心者童貞向け】これを観れば絶対中出しできる方法 家庭教師のお姉さんが僕に教えてくれたHow to ナマ中出し（11月10日、本中）

- 「このまま挿れてもいいですか?」お触り厳禁のメンズエステでまさかの神展開! 塩対応で超強気のメンエス嬢が激変! 僕のち○ぽで何度も何度もイキまくるし中出しさせてくるんです。（3月19日、ダスッ!）
- やっぱり最高な女 美谷朱里コンプリートBEST（10月3日、ケイ・エム・プロデュース）
- ダスッ!  5分に一度、我慢できずに射精。超早漏＆即復活VR/目の前でお尻丸見え腰振り騎乗位SEX（12月16日、ダスッ!）※ アウトビジョンVR

#### 「美谷朱音」名義
- 【8K超高画質×本中専属コラボ共演】山岸あや花＆美谷朱音のガチエロ仲良しコンビ【ぎしたに】がアドリブ全開で逆3P! 全編こってり特濃5チャプター8射精! 濃厚スぺレズキス、天地W責めフェラ、挟み込みヘブン騎乗位、中出しクンニごっくん… 最強痴女2人の大ボリューム（4月24日、プレミアム）
- 遠距離恋愛～別れの言葉をキスで塞ぐ中出しセックス/僕は、今日の放課後、先生に童貞を奪われるかもしれない（9月17日、本中）※ アウトヴィジョンVR
- 実家暮らしのアラサーニート喪女姉ちゃんが... エロい!（12月11日、本中）
- 初8K フリースタイル 没入感特化型VR 下着メーカーに勤務したら、男はボク一人。業務で下着姿の女性社員を触りまくれるけど、性欲オバケの女上司からはセクハラ三昧で精子を搾り取られてます! （12月17日、ダスッ!）

- ただひたすらにエロい中出し 神テクニックを持つという裏垢男子の僕にDMをおくってきて送って来て会いに来たAV女優のあかりんと本能のままにやりまくった。（2月8日、本中）
- 心の声が聞こえる電車痴○VR 8K（2月18日、ダスッ!）

### イメージDVD
- Akari 光のベールに包まれて（9月7日、REbecca）※Blu-ray版同時発売
- Aphrodite（11月2日、ファインピクチャーズ）※Blu-ray版同時発売
- フレンチ・キス（12月13日、クレイン）（吉見いりあ 名義）※Blu-ray版同時発売

- Akari2 Happy vacation（12月13日、REbecca）※Blu-ray版同時発売

- ヘアーヌード～無修正・美乳・スレンダー美少女～（3月26日、スパークビジョン）※Blu-ray版同時発売
- Sunshine Girl（8月15日、スパークビジョン）
- Kusuguri Time（10月15日、スパークビジョン）
- Lover’s Day（12月13日、ファインピクチャーズ）※Blu-ray版同時発売

- 新・湯女ごこち 6（1月29日、スパイスビジュアル）
- アナタの「夢」叶えます（12月23日、Precious Beauty）※ Blu-ray版同時発売

- Akari3 潮風シーサイドラブ（4月21日、REbecca）※ Blu-ray版同時発売
- lip stick（9月16日、メディアブランド）※ Blu-ray版同時発売

- Akari4 奄美と朱里の物語（11月2日、REbecca）※ Blu-ray版同時発売

- Akane Scarlet pleasure（1月9日、REbecca）※ Blu-ray版同時発売

### 動画配信
- 100%完全ガチ! 噂の素人激カワ看板娘にアポなし取材⇒AV交渉! target.27 ランチタイム中のカフェバーで働くポニーテールの似合う正統派美人スレンダー店員! in 中野（9月3日、プレステージプレミアム）※「美谷朱里 21歳 カフェ店員」名義
- 【初撮り】ネットでAV応募→AV体験撮影 424（9月6日、シロウトTV）※「あかり 20歳 大学生 」名義
- ラグジュTV 793（9月27日、ラグジュTV）※「仁科璃々 25歳 時計販売員」名義
- ラグジュTV 822（10月25日、ラグジュTV）※「仁科璃々 25歳 時計販売員」名義
- 【夢はパテシエ自分のお店を開くこと】20歳の専門学生あかりちゃん参上! 応募理由は「とにかくエッチがしたかったんで…♪」洋菓子が大好きで将来は自分のお店を開きたいと願う彼女はお店を開く前にとにかくマ○コを開きたくてしょうがない! 人並み外れた性欲全開! 自分でガンガン腰振りイキまくる! 「気持ち良くてお股はオープンしちゃいましたね♪」開店おめでとー!（12月13日、ARA）※「あかり 20歳 ケーキ屋（パティシエ見習い）」名義
- マジ軟派、初撮。 984（12月22日、ナンパTV）※「アカリ 20歳 学生」名義

- 【騎乗位の天才】「挿入しなくても相手が満足なら私はイイんです♪けど騎乗位で男性が喜ぶ顔を上から見るのが幸せ♪」フェラと手コキを日夜研究するエロに真面目なスレンダースタイル抜群JD! 研究に研究を重ねた手コキ⇒喉奥で感じる唾液だらだらセルフイラマ！⇒汗だくハードな超絶腰振り騎乗位! 薄っぺらい話でとにかくゲラゲラ笑うJDは根っからのご奉仕好き女神だった! の巻：私立パコパコ女子大学 女子大生とトラックテントで即ハメ旅 Report.033（1月27日、プレステージプレミアム）※「あかり 20歳 女子大生（経済学部2年）」名義
- 「もっと求められたいし、もっとHしたいんです」■彼氏とは違うSEXに大興奮で滝潮噴射! 他人棒で欲求解消する美尻大学生の寝取らせ淫乱SEX!!!（4月15日、DOC）※「みなみ 21歳 大学生」名義
- マジ軟派、初撮。 1088（5月17日、ナンパTV）※「あかり 20歳 居酒屋店員アルバイト（大学3年生)」名義
- 家まで送ってイイですか? case.100 奉仕の嵐!! 見つめるだけでイかせる天性のムッツリスケベ!『男の人の喜ぶ顔が見たいんです…』⇒ビンボーだけど1LDK21畳! 稼げる“ナゾの副業”⇒『おじさんは安らぎ』社内不倫にハマる女⇒ダンスで仕上げたしなやかボディ⇒秒速イキ! 全身超敏感体質⇒高速騎乗位×逆ピストン! 驚異の舌技⇒母との確執…憧れだった家族旅行（6月1日、ドキュメンTV）※「あやかさん 23歳 ディーラー受付嬢」名義
- 【超SSS級】21歳【可愛い過ぎる】あかりちゃん再び参上! ケーキ屋さんに就職して社会の荒波に揉まれている彼女の応募理由は『見習いだしお給料少ないんです。。。』を理由に欲求不満を解消しに来た!『前より舐めるの好きになったんです♪』で【即尺フェラ】エロ尻プリプリさせながら舐めまくり!【アナル舐め】もしちゃうようになった【変態美少女】『舐めるとあそこが…』フェラだけでマ○コびっしょり状態のまま【超大量潮吹き】『イク～出ちゃう～』挿入され怒涛の【連続アクメ】は圧巻！『社会人はケーキ程甘くないんですね～』それ美味い! この娘は甘くて美味しいぞ!（6月13日、ARA）※「あかり 21歳 ケーキ屋（パティシエ見習い）」名義
- 【配信専用】完全主観で美女がチ○ポを素股コキ! 極限まで焦らされ精子が枯れるほど絞り取られる。 2コキめ。（7月26日、DOC）他出演：西野悠、舞島あかり、鈴木真夕、妃月るい、宮川ありさ、君島みお、菊川みつ葉、相沢夏帆、七瀬こころ
- あかり（推定20歳）× 彼氏の親友：禁断の関係 01（8月1日、プレステージプレミアム）
- 大洪水で潮プール!! ジェット噴射潮吹きSEXがハンパない! ■※ナイトプールで見つけたモデル級スタイルの猫系美少女※水着姿で無邪気にはしゃぐ天真爛漫娘※言われたら何でもしちゃうタイプ♪(笑)※美尻を突き出し舐めあげる神フェラチオ※騎乗位が神すぎっ!! 波打つような腰遣いが世界レベル! グングン上昇高速グラインド! ※噴水の如く溢れ出る大量潮吹き! びちょ濡れSEX! （8月13日、DOC）※「あかり 20歳」名義
- 最高の射精とは何か! を研究している美人大学生あかりちゃんの神手コキ、神フェラ炸裂■※とにかく笑う天真爛漫系美少女※恋愛に依存しがち※大学では研究に没頭する才女※【一番最高の状態で射精するには?】を日々研究※射精について熱く語る変人※鞄の中はいつもエロでいっぱい※研究に付き合ってくれる男性(彼氏)募集中※久しぶりのデカちんに大興奮※キラキラした目で生チ○コ観察※「焦らしも最高の射精には効果的です♪」※ガンガン突かれ痙攣イキ連発※勝手にお掃除フェラするただのチ○コ好き!? ※大学で射精研究している「あかりん」はまさに女神だった! ＜女子大生をガチ口説きNo. 001＞（9月3日、DOC）※「あかりん 21歳 大学3年生」名義
- 【絶対的美少女】21歳【超SSS級】あかりちゃん参上! 何と三度も現れた彼女の応募理由は『二度あることは三度ある? ♪』AVのSEXにドハマりしてしまった【極上美少女】『そろそろエッチがしたくて…♪』全くもってウェルカム!【性に目覚めた美少女】恥じらいながらもヤル事ナス事エロ過ぎる！普段はケーキ屋で働く彼女は顔に浴びた精子を全て飲み干す【ド変態娘】に進化を遂げる!『精子、甘くて美味しい♪』彼女にとってはケーキより美味しい【精液ごっくん】見逃すな!（9月5日、ARA）※「あかり 21歳 ケーキ屋（パティシエ見習い）」名義
- 【意識高い系ランニング女子!】ガードは堅いし怒られるし…それでもめげずに懇願し、どうにかこうにかSEX開始したら、潮吹きまくりのイキまくり!!（9月16日、ナンパTV）※「ねね 19歳 ダンススクール講師」名義
- #下着売り子。 @あかり_21歳_フリーター(基本的にヒマ。) #売り子 #下着売ります #早い者勝ち #今月ヤバい #9人目（12月7日、プレステージプレミアム）※「あかり 21歳 フリーター」名義

- SOD女子社員 野球拳 制作部 阿佐美奈緒（1月10日、SODクリエイト）※「阿佐美奈緒」名義
- ノットリショッピング 100%美少女再現オーダーメイド「皮」使用 オリジナルレザースーツ（1月10日、SODクリエイト）
- 【絶対的美少女】21歳【変態パティシエ】あかりちゃん参上! 何と4度目の出演する彼女の応募理由は『男の人を悶えさせたいんです♪』AVのSEXにドハマりしてる【エロ美少女】ようやくシュークリームを焼かせてもらえるようになったパティシエ見習いはAV女優顔負けの【極上フェラテク】&【天才的な高速騎乗位】で男優をメロメロに…。永久保存版間違い無し! 文句無しの変態SEX見逃すな!（1月15日、ARA）※「あかり 21歳 ケーキ屋（パティシエ見習い）」名義
- 百戦錬磨のナンパ師のヤリ部屋で、連れ込みSEX隠し撮り 108（1月20日、ナンパTV）
- SOD女子社員 高感度調査 営業部 三上江里（1月24日、ナンパTV）※「三上江里」名義
- 【配信専用】ムチプリ肉厚極上尻コキ!! 2 画面から飛び出さんとアナタの視界に迫り来る…デッカイたわわな桃尻…!!（2月7日、DOC）他出演：三島奈津子、神楽アイネ、宝田もなみ、星咲伶美、有坂深雪、御坂りあ、宝生リリー、深田結梨、七栄ここ
- エチエチすぎる舌技レロレロベロチュー手コキで射精待った無! 男なら誰しも大好きなベロチュー手コキをフィーチャー!! （3月7日、DOC）他出演：栄川乃亜、橋本れいか、逢沢まりあ、咲野の花、水原乃亜、加藤麻希、初乃ふみか、篠宮ゆり、今井彩
- マジ軟派、初撮。 1295 【大量潮吹き】代々木公園でスカウトした地下アイドルが淫乱メス化!?【誘惑騎乗位】 （3月16日、ナンパTV）※「朱里 20歳 地下アイドル」名義
- 【絶対的美少女】22歳【最強SSS級】あかりちゃん5度目の参上! 一つ歳を重ね、パティシエ見習いから店頭に商品を出せるようになった彼女の応募理由は『もう歯止めが利かないんです…』変態性を曝け出し過ぎてAVのSEXにどハマり! 駆け出しのパテシエの暴走は止まらない!【チングリアナル舐め手コキ】は必見! ささやかながら誕生日のお祝いにAV的なロウソクを立てて灯してあげました♪【大量ぶっかけ顔射】何度見ても飽きない変態SEX見逃すな! （3月19日、ARA）※「あかり 22歳 ケーキ屋（パティシエ見習い）」名義
- イキ方がエロ(すご)過ぎる美人ダンサー!!! 韓国にハマり過ぎて将来の夢が大真面目に「韓流アイドル」というダンス歴18年の経歴が謎過ぎる美女!!! 普段の顔を全く見せないミステリアスな彼女の、18年間ダンスで鍛え抜いたエロ過ぎるグラインド騎乗位&度肝を抜く程のイキ潮大洪水はガチで絶対必見の撮れ高だった!!! ：夜の巷を徘徊する「激レア素人」!! 17（4月4日、プレステージプレミアム）※「レナ(本名)21歳 ダンス歴18年」名義
- 汗も滴るイイ女! ゴッドハンドマッサージ&圧迫尻肉拘束騎乗位で男を悶絶させるテクニシャン! 銭湯とメンズエステにハマる五反田の女神降臨!【東京23区パコる女達】＜調査エリア：品川区：あかりさん 22歳 大学生＞（5月4日、街角シロウトナンパ）
- 【配信専用】ぷるツヤ口マ○コ美少女のジュブジュブノーハンドフェラ! おクチだけで精子を根こそぎ狩り取る!（8月8日、DOC）他出演：宮沢ちはる、柏木まい、皆野あい、葉月桃、志田雪奈、石原莉紅、高美はるか、桃瀬いちか、泉ひなの
- 【裏風俗】全国裏風俗紀行 in 地方港町 ノーパンパンスト破って欲情性交! フェラとピストンが超上手い美脚美尻のコンビニ店員に2発連射!（8月23日、黒船）※「ゆみ」名義
- プリップリの美尻に全員釘付け!! 肉食系ジムトレーナーが仕事サボって大自然秩父へ! ノリ良し、尻良し、彼氏ナシ! の3拍子揃った旅は大盛り上がり撮れ高最高潮!! 酒の勢いで「上司と不倫してた」なんてカミングアウト! さらに「最近さみしいな」だって!? ちょちょいちょーい!! チ○コビンビンで彼ピッピ立候補しますww 鍛え抜かれた美ボディに敏感Eカップおっぱい!! 色白ですべすべ美肌!! んでもってプリケツとすんげぇクビレが半端じゃねぇっ!! じゅっぽじゅっぽ響くフェラも、ダンサブルな高速騎乗位もフゥゥゥゥ～!! 汗ばんだジムトレーナーとのSEXはやば過ぎっすwww： 今日、会社サボりませんか? 03 in 吉祥寺（10月28日、プレステージプレミアム） ※「あかりちゃん 22歳 スポーツジムトレーナー」名義

- 【水着クルーズ合コン】ヤル気満々セクシー服で来た女子大生みくりちゃん! スタイル抜群＆敏感ギャルと太陽の下でハメを外してハメまくる!仲良し女子に大乱射!（1月13日、黒船）※「みくり」名義
- 【クラブナンパ】ノリ良しスタイル抜群巨乳ギャルをナンパして乱交中出しww服も貞操観念もユルユル! 生ハメされて笑顔でピースをキメるミサキちゃん♪（1月24日、黒船）※「みさき」名義
- 【イ○スタモデル女子×個撮】イ○スタ娘に無許可中出し☆自分のイ○スタをバズらせたい! 抵抗してたのに魔法の言葉で誘惑に負けまくってハメ撮り激イキｗｗ（1月30日、黒船）※「あかり」名義
- ほろ酔い女子社員「疲れた女は酒に弱い」退勤後に酒で酔っぱらい、淫らにスーツを脱ぎ捨てる意外とエロい女子社員のプライベートSEXを収録! (2月6日、SODクリエイト) ※「三上江里」名義
- SOD女子社員 オナニーしちゃいました◆ 宣伝部2年目 三上江里 SOD女子社員tuber いきなり玩具レビュー (3月20日、SODクリエイト) ※「三上江里」名義
- 【お宝映像】デビュー前ヌード個人撮影会【絶対美少女】美谷朱里ちゃん 21歳（4月27日、HMN WORKS）
- SOD女子社員 フェラチオシンデレラ選手権 予選G組 ニコニコ笑顔のフェラチオ大好き3名 (8月28日、SODクリエイト) ※「三上江里」名義／共演：片岡絵里、美保結衣

- 個撮!? 読モJD痙攣イキ!? お金大好き敏感スレンダーモデルを巨根で膣内教育（2021年7月6日、NAGOYAか円光）

- 魔法のオイルで快感マッサージ（1月6日、切り売りのおかず屋さん）
- 淫らですね!! 感じる美人 Part.1（8月14日、メスイキ）
- 淫らですね!! 感じる美人 Part.2（8月15日、メスイキ）
- 淫らですね!! 感じる美人 Part.3（8月15日、メスイキ）

## 出演

### ウェブテレビ
- 極楽とんぼKAKERU TV 人気芸人対恵比寿マスカッツ!ポロリ100%!夜の水泳大会（2017年9月1日 - 2日、AbemaTV）サブ審判[32]
- そい見ちゃん（2021年3月5日、FANZA見放題chライト）
- カチコチTV（2021年3月26日、4月2日、FANZA見放題chライト）

### テレビ
- ダラケ! 〜お金を払ってでも見たいクイズ〜（2018年12月6日、20日、BSスカパー!）
- もう!バカリズムさんの超H! #18（2020年10月26日、フジテレビONE）
- ちょいバラ さらば森田の裏ニッポン極秘会議（2022年1月15日[52] - 3月27日、ABCテレビ）[53]
- 他人のSEXで生きてる人々3（2022年3月、CSヌーヴェルパラダイス）
- ゲス不倫妻とサレ夫 -REVENGE to the IMMORAL WIFE-（2022年4月16日、刺激ストロングチャンネル） - 「白石亜里沙」役[54]

### ラジオ
- ねむチキ（2021年10月10日・17日、TBSラジオ）

### 映画
- 夜の研修生 彼女の秘めごと（2021年10月8日、オーピー映画） - 駒井未帆 役
  - 海辺の街の約束（2021年11月13日、オーピー映画）※再編集版[55] （DVDタイトル『愛執の指輪　幼なじみとの契り』）
- 美乳若妻と巨乳女将　蕩けるお宿（2023年7月28日、オーピー映画） - ユカリ 役
  - あなたに会いたくて…（2023年12月6日、オーピー映画）※再編集版（※ DVDタイトル『未亡霊　不貞の湯けむり』）

### ウェブドラマ
- 真・透明変態人間　美女を襲う透明香水の甘い罠（2022年9月2日、シネポップ、シネマファスト）- 優奈 役[56]
- 真・透明変態人間2　魔性の香水に翻弄されるオンナたち（2022年10月5日、シネポップ、シネマファスト）- 優奈 役[57]
- あなたを好きでいたかった（2023年2月7日、fempass Cinema） - 雲居まどか 役[58]
- 求めてくれるなら、誰でもよかった（2023年3月23日、fempass Cinema） - 雲居まどか 役[59]
- 真・夜王伝説２ ネオン街No.1の夢と肉欲の罠（2023年5月3日、ネクスタシーEX、シネポップ）- 紘菜 役[60]
- 真・夜王伝説４ ネオン街No.1への甘美で危険な道（2023年10月4日、ネクスタシーEX、シネポップ）- 紘菜 役[61]
- 闇の女手配師レイカ 妖艶美女スカウトが誘う甘美な闇（2023年11月3日、ネクスタシーEX、シネポップ）- 紘菜 役[62]
- 嬢王vs夜王 甘美なる夜の遊戯（2025年7月10日、ネクスタシーEX、シネマファスト）- 紘菜 役[63]

### オリジナルビデオ
- 料理教室　もうすぐ妻が帰ってきます（2023年9月5日、Breeze） - 茜 役[64]

### ゲーム
- 銀行マンの下剋上～バラ色人生を目指して～（2022年12月6日、AV GAMES、フュージョンプロジェクト）- 巫女・美谷朱里 役[65]
- 社長と美女たちの二重奏（2024年3月6日[66]、CREAM SOFT）- 杜宮彩香 役[67]

### パチンコ
- Pジューシーハニー極嬢MA（2025年1月、サンセイアールアンドディ）[68]

## 書籍

### 写真集
- 直視線 美谷朱里1st.写真集（2018年12月25日、彩文館出版、撮影：ALEX WON）※3000部限定愛蔵版[69] ISBN 978-4-7756-0606-3
- らぶぱら 美谷朱里（2019年12月13日、竹書房、撮影：マキハラススム）ISBN 978-4-8019-2112-2
- Ravish 美谷朱里写真集（2021年12月27日、徳間書店、撮影：鈴木ゴータ）ISBN 978-4-19-865395-8
- Cosplay Fetish Book 美谷朱里（2022年12月16日、ジーオーティー、撮影：田村浩章）ISBN 978-4-8236-0383-9
- Vermilion 美谷朱里写真集（2023年10月18日、双葉社、撮影：篠原潔）ISBN 978-4-575-31832-6
- Pleasure（2024年9月26日、徳間書店、撮影：舞山秀一）ISBN 978-4-19865896-0
- 美谷朱音写真集 ラストシーン（2025年7月11日、徳間書店、撮影：福島裕二）ISBN 978-4-19866026-0

### デジタル写真集
2018年
- Aphrodite デジタル写真集 美谷朱里（1月9日、ファインピクチャーズ、撮影：河本広幸）

2019年
- ヘアーヌード〜無●正・美乳・スレンダー美少女〜 美谷朱里（8月25日、スパークビジョン、撮影：SKS）
- Lover’s Day デジタル写真集 美谷朱里（12月20日、ファインピクチャーズ、撮影：河本広幸）

2020年
- CRUSE GIRL’S PhotoBook 「Quartet」（12月23日、双葉社、撮影：福澤卓弥）
- ＃Escape美谷朱里（12月24日、ジーオーティー、撮影：manimanium）

2021年
- Count sheep【Nap】美谷朱里（9月10 日、ジーオーティー、撮影：羊肉るとん）
- Count sheep【Sleep】美谷朱里（9月10 日、ジーオーティー、撮影：羊肉るとん）
- various changes 美谷朱里（10月8日、FANZA BEAUTY COLLECTION）
- デジグラ・デラックス 美谷朱里 001（10月25日、ラビリンス）
- デジグラ・デラックス 美谷朱里 002（11月25日、ラビリンス）
- デジグラ・デラックス 美谷朱里 003（12月14日、ピンク倶楽部）

2022年
- セクシースイーツキャンペーン2022オリジナルフォトブック（2月7日、FANZA BEAUTY COLLECTION）
- ＃LadyMary 美谷朱里（8月1日、ジーオーティー、撮影：manimanium）

2023年
- とられち 美谷朱里（2月3日、TranceRetinal、撮影：コハラタケル）
- 美谷朱里 ハダカノアカリ FRIDAYデジタル写真集（8月18日、講談社、撮影：篠原潔）

2024年
- AV大好きキャンペーン2024フォトブック（1月19日、FANZA BEAUTY COLLECTION）
- ギリギリ★あいどる倶楽部 「絶品グラマラス」 美谷朱里 写真集（5月10日、ピンク倶楽部）
- ギリギリ★あいどる倶楽部 「貴方の夢を叶えます」 美谷朱里 写真集（5月17日、ピンク倶楽部）
- 美谷朱里 いつかのじかん FRIDAYデジタル写真集（5月24日、講談社、撮影：篠原潔）
- 美谷朱里 nightbird（5月25日、ドラゴンフライブック）

2025年
- 美谷朱音 あかね空 FRIDAYデジタル写真集（1月10日、講談社、撮影：篠原潔）
- 最後のひととき 美谷朱音デジタル写真集 （8月1日、双葉社、撮影：富田恭透）

### モデル
- プレミアムヌードポーズブック 美谷朱里（2021年10月20日、ジーオーティー、撮影：田村浩章）[70] ISBN 978-4-8236-0215-3
- 伝説のAV女優~黄金時代を築いた女神たち（2021年10月27日、彩図社）表紙モデル

## 執筆

### 連載コラム
- 美谷朱里の幻想AV論（2020年3月26日[71] - 8月11日[72]、メンズサイゾー）
- 冬愛ことね×美谷朱里の 女のホンネ、全部ダスッ！（2021年12月7日 - 2022年2月28日[73]、FANZAニュース）冬愛ことねとの対談形式連載[74]
- ぎしたに（山岸逢花・美谷朱里）の絶頂Y談ハメ外しト～ク（「週刊アサヒ芸能」2022年5月12日号[75]‐2024年6月13日・20日合併号、徳間書店）※ぎしたに（山岸逢花・美谷朱里）の絶頂Y談ハメ外しト～ク→ぎしたに（山岸あや花・美谷朱音）の絶頂Y談ハメ外しト～クとタイトル変更

## 製品

### トレーディングカード
- AVC ジューシーハニーコレクションカード（株式会社ミント）
  - PLUS #9（2020年12月19日）
  - THE DELUXE 2022（2022年6月25日）
  - PLUS ＃20（2023年10月28日）
- Girl’s Party Collection -THE FAN♡FUN Trump-（Girl‘s Party Collection）
  - 第2弾（2022年8月8日）

### カレンダー
- 美谷朱里 2022年カレンダー（2021年10月9日、SUNCARAT）
- 美谷朱里 2022年卓上カレンダー（2021年10月9日、SUNCARAT）
- 美谷朱里 2024年カレンダー（2023年11月4日、SUNCARAT）
- 美谷朱里 2024年卓上カレンダー（2023年11月4日、SUNCARAT）
- 美谷朱音 2025年カレンダー（2024年9月13日、わくわく製作所）
- 美谷朱音 2025年卓上カレンダー（2024年9月13日、わくわく製作所）

### フィギュア
- PLAMAX Naked Angel 1/20 美谷朱里（2023年11月、マックスファクトリー）

### アパレル・その他
- 美谷朱里 ＜SexyランジェリーVer＞ 等身大抱き枕カバー（2017年1月25日、ゲファルサ）
- 【美谷朱里】 ザ・森東コラボ オリジナルTシャツ 白（2022年7月8日、fempass BeV）※さらば青春の光とのコラボ商品。
- 【美谷朱里】 ザ・森東コラボ オリジナルTシャツ ダークグレー（2022年7月8日、fempass BeV）※さらば青春の光とのコラボ商品。
- 【美谷朱里】 ザ・森東コラボ オリジナルロングTシャツ 白（2022年7月8日、fempass BeV）※さらば青春の光とのコラボ商品。
- 【美谷朱里】 ザ・森東コラボ オリジナルロングTシャツ ダークグレー（2022年7月8日、fempass BeV）※さらば青春の光とのコラボ商品。
- 【美谷朱里】 ザ・森東コラボ オリジナルタオル（2022年7月8日、fempass BeV）※さらば青春の光とのコラボ商品。
- 【山岸逢花 × 美谷朱里】 ザ・森東コラボ オリジナルエコバッグ（2022年7月8日、fempass BeV）※さらば青春の光とのコラボ商品。

### アダルトグッズ
オナホール
- 2穴 極上生腰 美谷朱里（2022年5月13日、日暮里ギフト）
- AV ONA CUP ＃019 美谷朱里（2022年8月5日、日暮里ギフト）
- こんなエロい美人インストラクターとやってみたい! 美谷朱里（2023年4月20日、日暮里ギフト）
- AVミニ名器 美谷朱里（2023年12月5日、日暮里ギフト）

ローション
- 美谷朱里の生腰愛液 ローション（2022年4月20日、日暮里ギフト）
- 美谷朱里の愛液ローション（2022年12月16日、日暮里ギフト）
- AV ONA LOTION  美谷朱里（2023年4月20日、日暮里ギフト）
- こんなエロい美人インストラクターの 愛液ローション 美谷朱里（2023年4月20日、日暮里ギフト）
- 美谷朱里のAV名器汁ローション（2023年12月5日、日暮里ギフト）